# SMS Emden (1908)
Az SMS Emden a Császári Haditengerészet egyik könnyűcirkálója – korabeli német besorolás szerint kiscirkálója – volt, a kéttagú Dresden-osztály második tagja. Az 1906 és 1909 között épült hajó a nevét az északnyugat-németországi kikötőváros után kapta. A korábbi Königsberg-osztályú könnyűcirkálókhoz hasonlóan tíz darab 10,5 cm-es löveget és két torpedóvető csövet kapott.
Szolgálati ideje nagy részét külhoni szolgálatban töltötte a kínai Csingtao kikötőjében állomásozó Kelet-ázsiai Hajóraj kötelékében. Az első világháború első hónapjaiban az Indiai-óceán északkeleti részén eredményesen vezetett cirkálóháborúja és nagy feltűnést keltő, vakmerő vállalkozásai (madrászi rajtaütés, penangi csata) révén vált ismertté. Tevékenységével az antant jelentős haditengerészeti erőit kötötte le és jelenléte számottevő fennakadást okozott a térség kereskedelmi forgalmában.
Sikeres portyázásainak a balul sikerült kókusz-szigeteki akció vetett véget. November 9-én az itteni Direction-szigeten lévő kommunikációs állomás kiiktatására a hajó parancsnoka, Karl von Müller fregattkapitány egy partraszálló egységet indított útnak, miközben a cirkálóval a kikötő előtt várta a pár órásra tervezett rajtaütés végét. A sziget rádióállomása még jelezni tudta egy idegen hadihajó felbukkanását a kikötő előtt, a riasztás ellenőrzésére pedig épp a közelben elhaladó csapatszállító konvojból a Sydney ausztrál könnyűcirkálót küldték ki. A németeket váratlanul érte az ellenséges hadihajó felbukkanása. A kialakuló másfél órás tűzharc elején bár az Emden pontos sortüzeivel számos találatot elért ellenfelén, döntően nem tudta csökkenteni annak harcértékét. Az erősebben páncélozott, gyorsabb és nagyobb tűzerővel rendelkező ausztrál cirkáló ezután harcképtelenné tette az Emdent, melyet parancsnoka, hogy a legénységének túlélési esélyeit javítsa, az Északi-Keeling-sziget előtti korallzátonyon partra futtatta. A 376 főnyi legénységéből 133 fő veszítette életét az ütközet és az azt követő lövetés során, a többi hajótörött hadifogságba került.
A 47 tagú partraszálló egység Hellmuth von Mücke elsőtiszt vezetésével elkobzott egy szkúnert a Direction-szigeten, és még aznap este elhagyta a szigeteket. A német csapatnak Holland Kelet-India és az Arab-félsziget érintésével pár fő veszteséggel sikerült visszajutniuk Németországba, ahol ünnepélyes fogadtatásban részesültek. A korallzátonyon partrafutott Emden hajótestét az erős hullámok hamar tönkretették. A maradványait az 1950-es években bontották le.
A merész rajtaütései révén és az elfogott kereskedelmi hajók legénységével és utasaival szemben tanúsított lovagias bánásmódjával az Emden nagy tiszteletet vívott ki magának az ellenséges és semleges országok közvéleménye előtt is, rövid háborús pályafutása ellenére a világháború legismertebb hadihajója lett. Az antant propagandája az Emden tevékenységét igyekezett egyedi pozitív példaként felhozni a német haditengerészeti erők híreszteléseik szerint jogsértő és kegyetlen tevékenységére, holott hasonló korrektséggel vívta harcát a többi német cirkáló legénysége és a tengeralattjárósok is.

## Műszaki leírás

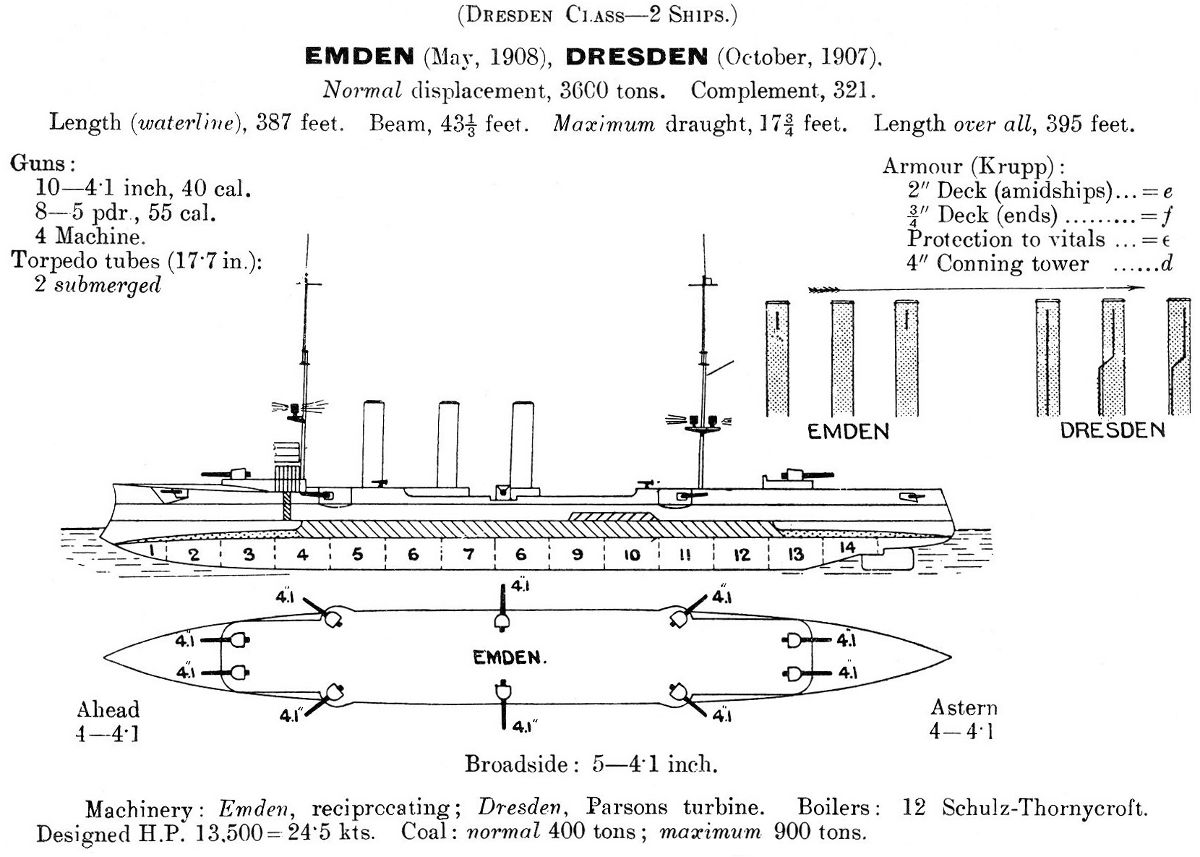
A Dresden-osztály egyszerű vázlati rajza

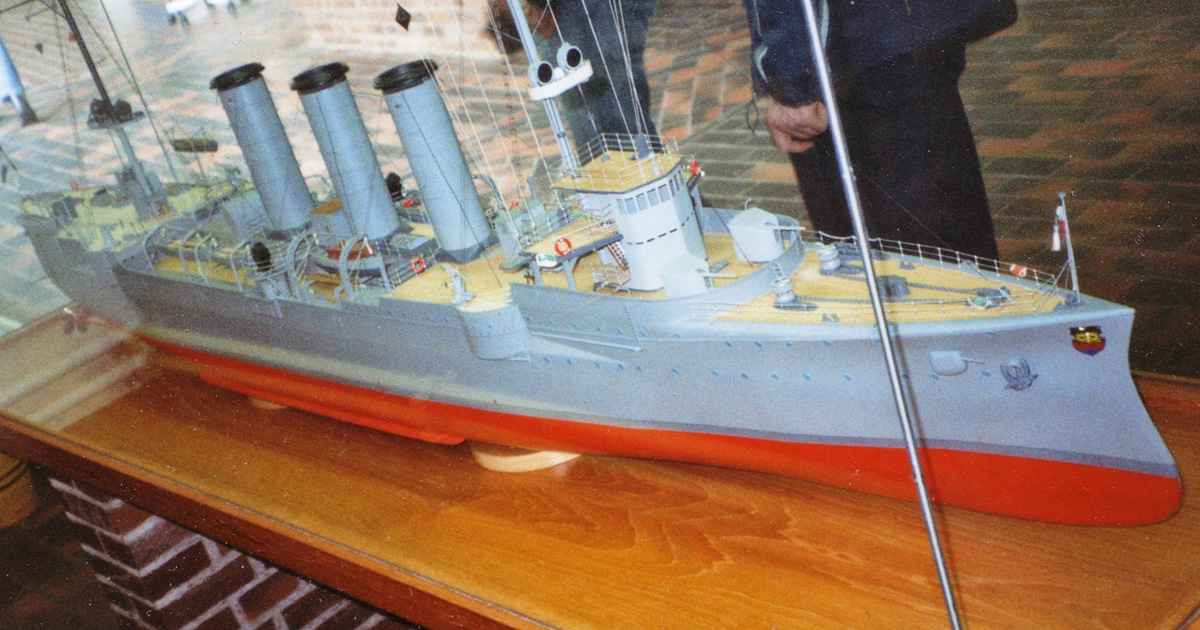
Az Emden modellje a Laboe-i Tengerészeti Emlékhelyen

Az 1898-as német flottatörvények 30 új könnyűcirkáló (német terminológia szerint kiscirkáló) megépítésére adtak felhatalmazást. A program a Gazelle-osztállyal kezdődött, amit a Bremen-osztály, majd a Königsberg-osztály követett, melyek mind jelentős lépést jelentettek az előző osztályhoz képest. Az 1906-os költségvetési évre betervezett két Dresden-osztályú egység két további kazánt kapott a hajtóművek megerősítése érdekéhez.
Az Emden teljes hosszúsága 118,3 m, legnagyobb szélessége 13,5 m és legnagyobb merülése (a hajó elején) 5,53 m, vízkiszorítása teljes harci felszereltség mellett 4268 t volt. Két háromszoros expanziójú gőzgép gondoskodott két hajócsavarjának meghajtásáról 13 315 LE (9929 kW) összteljesítménnyel, amivel a végsebessége 23,5 csomó volt. A két gőzgépet 12 széntüzelésű, Marine-típusú vízcsöves gőzkazán látta el gőzzel. Szénraktárai 860 t szén elhelyezésére voltak alkalmasak, amely mennyiség felhasználásával 12 csomós sebesség mellett hatótávolsága elérte a 3760 tengeri mérföldet (6960 km). Az Emden volt az utolsó német cirkáló, amelyiket háromszoros expanziójú gőzgépekkel építettek. Az őt követők már mind jóval erősebb gőzturbinákat kaptak. A cirkálón 18 tiszt és 343 legénységi állományú tengerész teljesített szolgálatot.
Fő tüzérségét tíz darab külön lövegtalpakon elhelyezett 10,5 cm űrméretű, 40-es kaliberhosszúságú gyorstüzelő ágyú (10,5 cm SK L/40) alkotta, melyekből 5-5 került a hajó két oldalára, közülük 2-2 a hajóorron és a taton egymás mellett kapott helyet. Ezen ágyúk legnagyobb lőtávolsága 12 200 m volt, és lőszerkészletüket 1500 lövedék képezte, így minden ágyúra 150 lövedék jutott.
A másodlagos tüzérségét nyolc darab 5,2 cm űrméretű, 55-ös kaliberhosszúságú ágyú alkotta, amelyeket szintén külön lövegtalpakon helyeztek el. A fegyverzetéhez tartozott még két 45 cm űrméretű, a hajótest vízalatti részébe beépített torpedóvető cső is. Ezekhez öt torpedót tudott magával szállítani. Kialakítása alkalmassá tette 50 darab tengeri akna szállítására, de aknákat a háború során nem telepített.
A hajó fedélzetének páncélzata 20–80 mm, a parancsnoki torony oldalaié 100 mm, a lövegpajzsok páncéllemezeié pedig 50 mm vastag volt. Kiscirkáló révén a hajótestet nem borította páncélzat.

## Szolgálata

### Békeidőben
A hajót Ersatz Pfeil átmeneti névvel rendelték meg a Kaiserliche Werft danzigi hajógyárától 1906. április 6-án, névleg a kiöregedett Pfeil aviso-hajó pótlására. Gerincét 1906. november 1-jén fektették le, és 1908. május 26-ikai vízrebocsátásánál a keresztelését dr. Leo Fürbringer, a névadó város főpolgármestere végezte. 
A felszerelésével 1909. július 10-ikére végeztek, és ezután felvették a flotta állományába.
A cirkáló a menetpróbáit még ezen a napon megkezdte. Még ezek befejezése előtt, augusztus 11. és szeptember 5. között részt vett a flotta nyári hadgyakorlatán, és eközben Vilmos császár jachtjának, a Hohenzollernnek a kísérőjeként szolgált. A próbáinak szeptemberi elvégzése után leszerelték.

#### Áthelyezése a Távol-Keletre

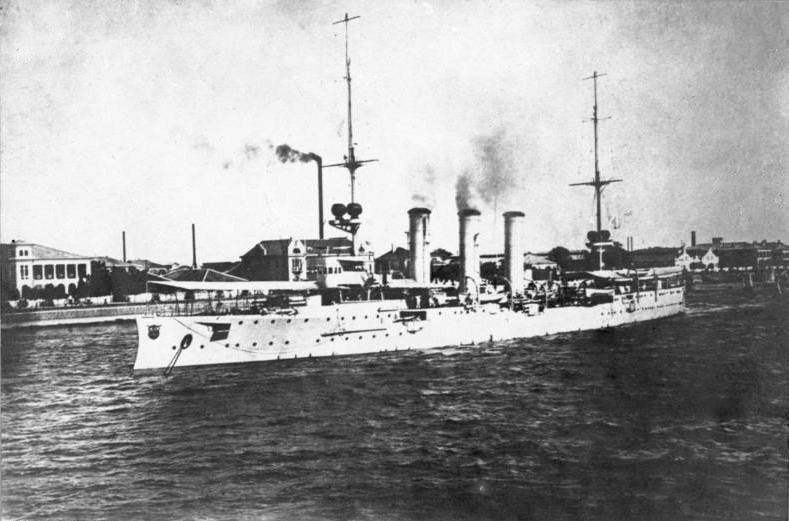
Az Emden Csingtao kikötőjében 1914 elején

1910. április 1-én ismét szolgálatba helyezték, és a kínai Csingtaóban támaszponttal rendelkező Kelet-ázsiai Hajórajhoz (Ostasiengeschwader) osztották be. Az Emden 1910. április 12-én indult útnak Kielből Kínába, Dél-Amerika érintésével. 
Egy hónappal később, május 12-ikén kikötött Montevideóban, ahol találkozott a kelet-amerikai állomáshelyen szolgálatot teljesítő Bremen könnyűcirkálóval. Az Emden és a Bremen május 17. és 30. között Buenos Airesben tartózkodott, ahol az Argentína függetlenségének 100. évfordulójára rendezett ünnepségeken Németországot képviselték. A két hajó együtt kerülte meg a Horn-fokot, majd az Emden kikötött Valparaísóban, míg a Bremen továbbhaladt Peru felé. 
A Csendes-óceánon való átkelés a jó minőségű szén hiánya miatt késett. Miután a chilei Talcahuanoban 1400 t szenet vételezett, június 24-én folytathatta útját. Az áthelyezés során tesztelték a hajót hosszútávú utakon, hogy a tapasztalatokat felhasználhassák a későbbi könnyűcirkálók tervezésénél. A Húsvét-szigetet is érintő útja során szokatlanul kemény időjárási körülményekkel kellett megküzdenie. Július 12-én a Tahitin lévő Papeete-ben vetett horgonyt. 4200 tmf megtétele után a szénraktárai már csaknem teljesen leürültek.

#### A Kelet-ázsiai Hajóraj kötelékében

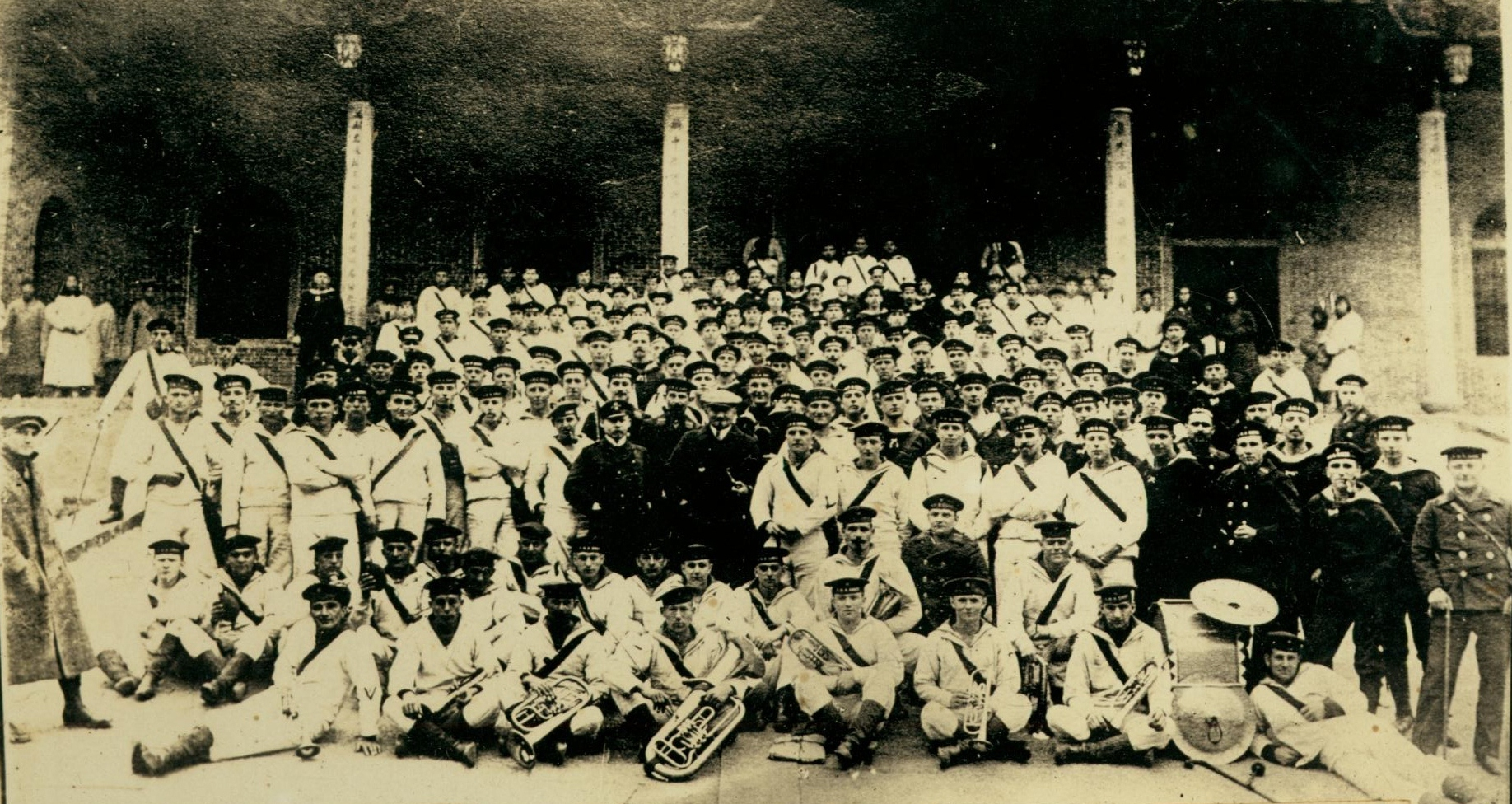
Az Emden legénysége a háború előtt

Innen Német Szamoa felé haladt tovább és annak fővárosához, Apia kikötőjébe július 22-én érkezett meg, ahol csatlakozott az Erich Gühler ellentengernagy vezette Kelet-ázsiai Hajóraj többi egységéhez. A raj októberig Szamoán maradt, majd visszatért a csingtaói bázisra. Az Emden ezután október 27. és november 19. között a Jangcén hajózott és látogatást tett Hankouban. Mielőtt december 22-én visszatért volna Csingtaóba az éves karbantartások elvégzése végett, még felkereste Nagaszakit.
A javítási munkálatokat azonban nem végezték el rajta a tervezett időben, mivel a Karolina-szigetekhez tartozó Ponape szigetén kitört a sokeh-felkelés és szükségesnek ítélték a cirkáló idevezénylését. Csingtaót december 28-án hagyta el. A Nürnberg könnyűcirkáló is kifutott Hongkongból, hogy csatlakozzon hozzá.

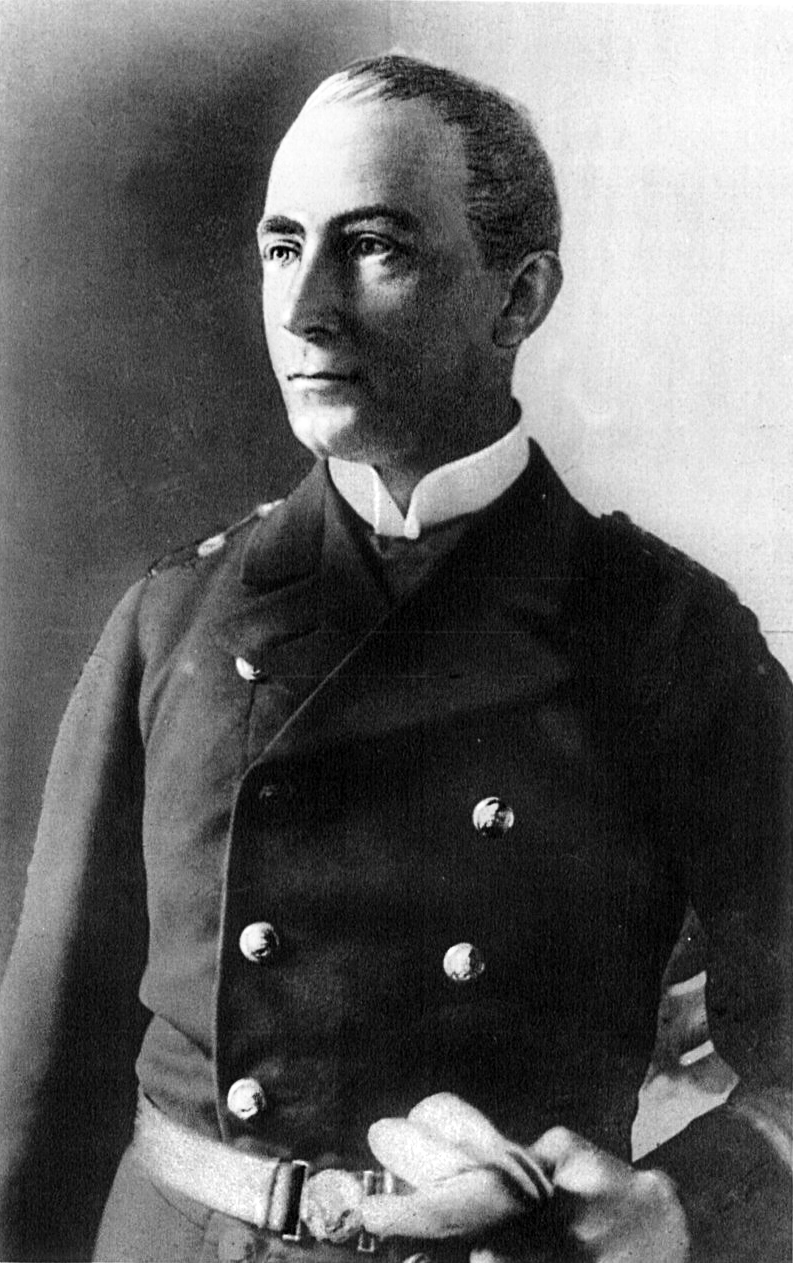
Karl von Müller fregattkapitány

A két cirkáló erősítésként csatlakozott a Ponape-nál lévő német erőkhöz, melyekhez a régi védelem nélküli cirkáló, a Cormoran is tartozott. A hajók tűz alá vették a felkelők állásait, és egy hajók legénységéből és helyi rendőri erőkből álló egységet tettek partra 1911 januárjának közepén. Február végére a lázadás elfojtották és a Karolina-szigetek felügyeletét a február 26-án beérkező Condor védelem nélküli cirkáló vette át. Az Emden és a többi hajó másnap temetési szertartással búcsúzott a hadműveletek során elesettektől, majd március 1-én Guamon keresztül útnak indultak Csingtao felé.
A március 19-ikei megérkezését követően hozzáláttak a korábban elhalasztott éves karbantartásához. 1911 közepén Japánba hajózott és itteni tartózkodása során egy tájfunban összeütközött egy japán gőzhajóval. Az ütközés jelentős károkat okozott benne és emiatt vissza kellett térnie Csingtaóba, ahol szárazdokkba került. A javítások után visszatért a Jangcéhez az október 10-ikén kitört vucsangi felkelés alatt védelmezni az európai érdekeket. Ennek az évnek a novemberében váltotta Maximilian von Spee altengernagy Gühlert a hajóraj élén.
Az év végén megrendezett Kaiserschießpreist kategóriájában a mindig kifogástalan megjelenése miatt a „Kelet hattyújaként” (Der Schwan des Ostens) is emlegetett Emden nyerte el. December elején Incshonba hajózott, hogy segítséget nyújtson a zátonyra futott Deike Rickmers német gőzösnek. 1913 májusában Karl von Müller korvettkapitány vette át a hajó parancsnokságát, akit röviddel ezután fregattkapitánnyá léptettek elő. Az ő vezetésével június közepén a Csendes-óceán középső részén lévő német gyarmatokat kereste fel a cirkáló, majd Nanking előtt állomásozott, ahol a Csing-dinasztia és a forradalmi erők vívtak egymással harcot. Eközben augusztus 26-ikán a forradalmárok támadást intéztek a hajó ellen. Az Emden tüzérei azonnal viszonozták a tüzet, elhallgattatva a támadókat. Augusztus 14-én a cirkáló Sanghaj felé hajózott tovább.

### A világháborúban

#### Cirkálóháborúja a Távol-Keleten
Az Emden 1914 első felét a kínai és japán vizeken tett szokásos cirkálóutakkal töltötte, melyeken semmi rendkívüli esemény nem történt. A szarajevói merényletet követő júliusi válság idején az Emden volt az egyetlen Csingtaóban tartózkodó német cirkáló. Spee tengernagy a két páncélos cirkálójával a Csendes-óceán déli vizein tartózkodott, a Leipzig pedig Mexikó partjai felé tartott, hogy leváltsa az ott állomásozó Nürnberget. Július 31-én von Müller az Emdennel elhagyta Csingtaót, hogy háború kitörése esetén azonnal kereskedelmi háborúhoz kezdhessen. Augusztus 1-én reggel brit hajók erős rádiójeleit fogta és hamarosan több farvizet is észlelt, ami az épp aznap Vejhajvejből a Jangce torkolatához tartó brit 1. cirkálórajtól származhatott.

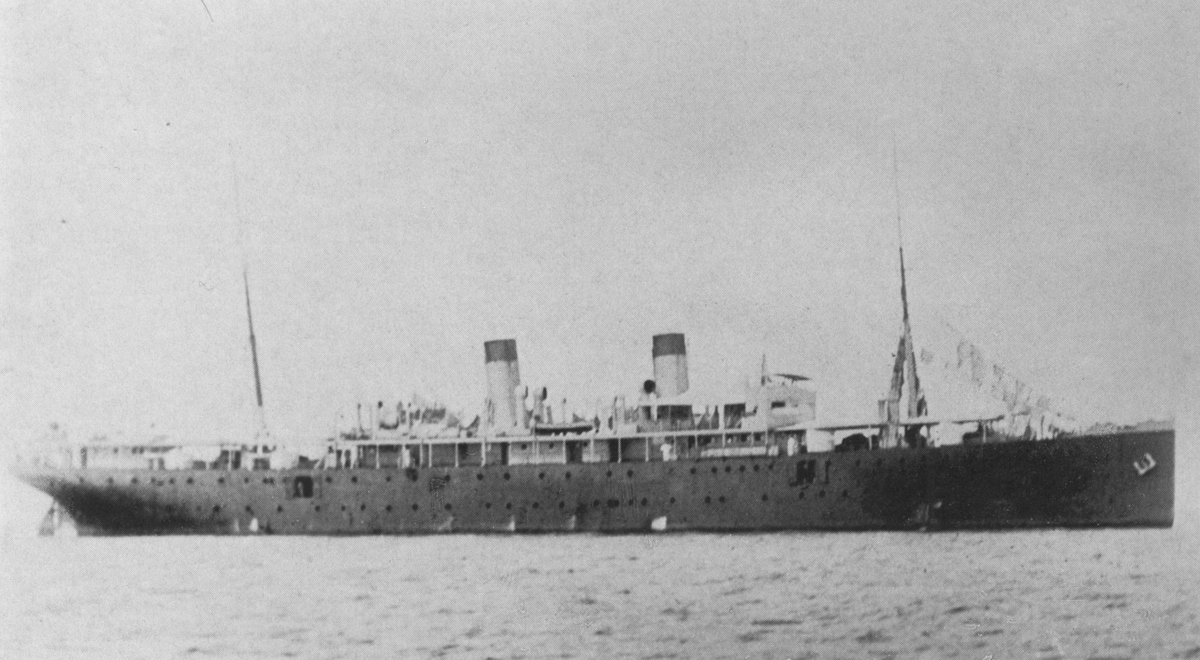
A Cormoran segédcirkáló (ex-Rjazany)

Két nappal később, augusztus 2-án Németország hadat üzent Oroszországnak. Miután von Müllert arról értesítették, hogy az orosz Aszkold és Zsemcsug cirkálók Vlagyivosztokban tartózkodnak, ugyanakkor az Orosz Önkéntes Flotta három gőzhajója található Nagaszakiban, a két várost összekötő tengeri útvonalhoz indult, és azon déli irányba haladt. A német parancsnok számításai beváltak, mivel augusztus 3-án reggel a rossz időjárási körülmények ellenére is összetalálkoztak az Orosz Önkéntes Flotta hazatérőben lévő egyik hajójával, a Rjazany gőzhajóval. Az orosz hajót megállásra szólították fel, de az egy vaktölténnyel leadott lövés ellenére sem állt meg, ezért éles lőszerrel kezdtek rá lőni. A tizenkettedik lövedék közvetlenül mellé csapódott be és ezután már engedelmeskedett a felszólításnak.
A németek a zsákmányolt hajóval Csingtaóba hajóztak, ahol segédcirkálóvá alakították át és Cormoran néven állították szolgálatba. A Csingtaóba visszatérő von Müller fregattkapitányra, mint rangidős tisztre hárult a feladat, hogy a hajóraj utánpótlását megszervezze.
Augusztus 5-én von Spee utasította von Müllert, hogy csatlakozzon hozzá a Mariana-szigetekhez tartozó Pagan szigetnél. Az Emden másnap elhagyta Csingtaót a segédcirkálóvá átalakított Prinz Eitel Friedrich gőzhajó és a Markomannia szénszállító kíséretében. A hajók augusztus 12-én érkeztek Paganhoz. Másnap Spee értesült Japán hadba lépési szándékáról az antant oldalán és arról, hogy egy flottát már útnak is indítottak az elfogására. A német tengernagy ennek hatására úgy döntött, hogy hajórajával Dél-Amerika partjaihoz hajózik, ahonnan megkísérli a Németországba való visszatérést és közben zavarja a brit kereskedelmi hajóforgalmat. Müller felvetette, hogy egy könnyűcirkálónak érdemes lenne az Indiai-óceánra áthajóznia, mivel a Csendes-óceánon való hosszadalmas átkelés közben a hajóraj nem tudná zavarni az ellenséges kereskedelmet. A feladatra saját hajóját ajánlotta. Spee elfogadta az Emden önálló tevékenységére tett javaslatot, mivel ez a cirkáló volt a leggyorsabb a hajóraj egységei közül.

#### Kijutása az Indiai-óceánra

Az Emden útvonala a cirkálóháborúja alatt

Augusztus 14-én a kötelék Pagantól 100 tmf-re volt keletre, mikor az Emden és a Markommania a Spee zászlóshajóján felvont „detachiert” jelzésre elhagyták a hajórajt és az Indiai-óceán felé vették az irányt. A Markomannia 5400 t jó minőségű Santung-szenet szállított, ezen kívül Spee a hajóraja számára korábban a manilai, szingapúri és batáviai etapok által biztosított mintegy 12-15 000 t szenet is az Emden tevékenységének biztosítására engedte át.
Mivel a Vörös-tenger bejárata előtti vizek, melyek az Admiralstab háború előtti megítélése szerint a legkiválóbb terepül szolgáltak a cirkálóháború folytatására, a Német Kelet-Afrikában állomásozó Königsberg könnyűcirkáló vadászterületének minősültek, von Müller először az Indiai-óceán keleti felén, a Szingapúr-Colombo útvonalon illetve a Bengáli-öbölben kívánt tevékenykedni. Ebben a térségben ekkor csak a Swiftsure csatahajó illetve a Dartmouth és Fox könnyűcirkálók (valamint négy szlúp) tartózkodtak a német értesülések szerint. Ezek közül egyedül a Dartmouth volt gyorsabb és erősebb fegyverzetű az Emdennél. Erősebb kötelékek érkezése csak a Földközi-tengerről vagy a Távol-Keletről volt várható.
Az Indiai-óceánra a Maluku-, a Banda- és a Flores-tengereken át jutott el. Eközben mindenféle harctevékenységet került, hogy a bevetési területén teljes meglepetést okozhasson a felbukkanása. Ennek érdekében a forgalmas szoroson való áthaladáskor megtévesztésül brit lobogót vontak fel rajta. Miközben a Holland Kelet-Indiához tartozó Jampea szigeténél (Tanahjampea-szigetek) szenet vételezett a Markomanniáról, a holland Tromp partvédő páncélos megközelítette és közölte vele, hogy parancsot kapott a hadviselő államok számára a nemzetközi törvényekben előírt maximális 24 órás tartózkodás betartatására és ezt meghaladóan a tevékenységet a holland semlegesség megsértéseként értelmezi, ami ellen pedig fel fog lépni. Müller emiatt felhagyott szénvételezési szándékával és azt a Simaloer sziget eléréséig elhalasztotta. Jampeát azonnal elhagyva északnak a Borneó és Celebesz közötti Makasari-szoros felé indult el, majd az őt követő holland hajó látótávolságán kívülre kerülve délnek, a Lombok-szoros felé vette az útját és augusztus 28-án haladt át rajta.
Von Mücke elsőtiszt javaslatára a szoros elérése előtt barkácsoltak egy álkéményt fakeretekre erősített vitorlavászon felhasználásával, hogy ezzel egy brit cirkáló benyomását kelthessék. A hajóhíd felépítménye mögé telepített álkéményt harmónikaszerűen gyorsan fel lehetett húzni, majd össze lehetett csukni, így a cirkáló megjelenését is rövid idő alatt meg lehetett változtatni. Előzőleg ugyanis egy holland rádióadásból értesültek arról, hogy a közelben észleltek egy „négykéményes torpedórombolót” a Szunda-szorosban (a Hampshire páncélos cirkálót), az Emden pedig az egyedüli háromkéményes cirkálóként könnyen feltűnést kelthetett volna. A szoros elhagyása után a szárazföldtől 60-70 tmf távolságot tartva haladtak el Jáva és Szumátra mellett. Közben párhuzamosan haladtak a partokhoz közelebb hajózó Hampshire-rel és szeptember 3-4. éjjelén a rádiójeleiből ítélve 10-20 tmf távolságra keresztezték annak útirányát Simaloer közelében és reggel megálltak Langinni kikötőjében. Itt sikerült a Markomanniáról teljesen feltölteniük a szénkészletet, mielőtt a holland hatóságok a felségvizek elhagyására szólították fel őket.

#### Önálló cirkálóháború megkezdése a Bengáli-öbölben

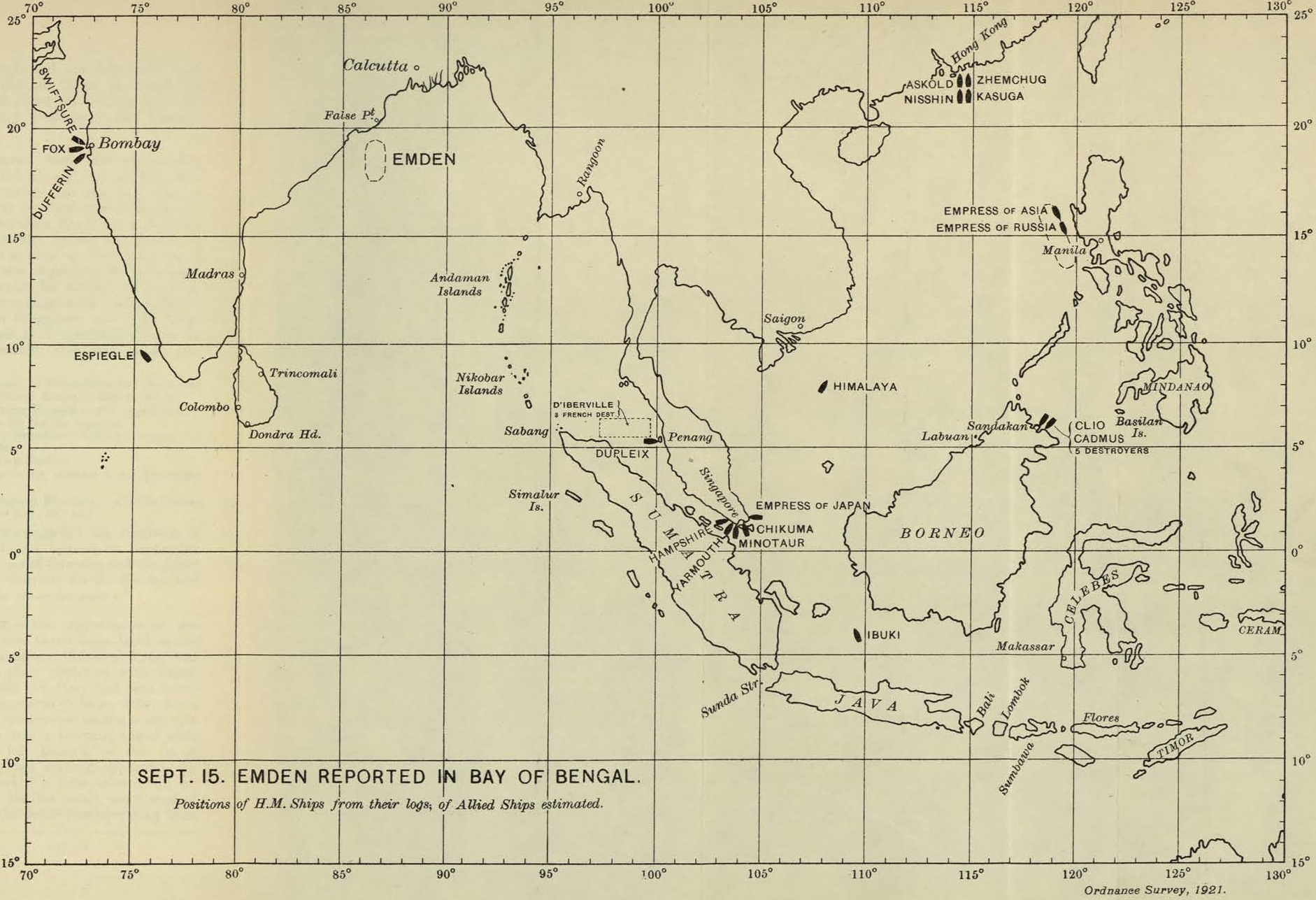
Az antant hadihajóinak helyzete a dél-ázsiai vizeken, mikor a Loredano hírt adott az Emden felbukkanásáról (1914. szeptember 15.)

Szeptember 5-ikén az Emden a Bengáli-öböl vizeire érkezett és másnap reggel megkezdte cirkálóháborús tevékenységét. Az első két napon a Colombo-Sabang illetve Negapatam-Sabang útvonalakon portyázott, de miután itt nem találkozott kereskedelmi hajókkal, a tevékenységét a Colombo-Rangoon (Rangun) és a Colombo-Kalkutta útvonalak metszéspontjára helyezte át. Itt elsőként a görög Pontoporos gőzöst tartóztatta fel szeptember 9-ikén, mely hajó brit megrendelésre szállított 6600 t bengáli szenet. Von Müller felfogadta a görög hajót és fizette annak legénységét a szolgálatukért.
Szeptember 10-én a Colombo-Kalkutta útvonaltól északra haladva előbb az Indus gőzhajót (3871 t), szeptember 11-én délután a Lovat (6102 t) gőzhajót állította meg és süllyesztette el. Mindkét hajót a brit kormányzat bérelte és csapat- illetve lószállításra voltak berendezve. A zsákmányolt hajók legénységét a Markomanniára szállították át. 
Szeptember 12-én a Kabinga gőzöst (4657 t) tartóztatták fel. Ez a semleges Egyesült Államokba szállított rakományt és ezért erre a hajóra küldték át a korábban elfogott hajók legénységét. Ugyanezen a napon fogta el az 5-6000 t bengáli szenet szállító Killint. Ezt a hajót azonban másnap elsüllyesztette, mivel von Müller úgy ítélte meg, hogy a gyenge minőségű szénnek nem sok hasznát venné a cirkálóháborúban.
Szeptember 13-án délután a 7000 t teát szállító brit Diplomat került az útjába és lett elsüllyesztve. Az Emden röviddel ezután megállított, majd továbbengedett egy olasz teherhajót, a Loredanót.
Számolva azzal, hogy az elengedett hajó célba érkezésekor beszámol a történtekről, ezt követően az Emden a Madrász-Kalkutta útvonalra hajózott át. Szeptember 14-én ezen a szakaszon fogta el és süllyesztette el robbanótöltetek segítségével a rakomány nélküli brit Trabboch gőzöst. A legénységét a Kabingára szállították át, majd ezt a hajót szabadon engedték.
Röviddel az éj beállta előtt észleltek egy újabb gőzhajót, mely a morzejelekkel leadott felszólításra nem állt meg, ezért előbb két vaktölténnyel, majd több éles lőszerrel adtak le irányába lövést és ennek révén sikerült feltartóztatni. A Clan Matheson részben nagyértékű rakományt szállított (mozdonyokat, autókat, írógépeket) Madrászból Kalkuttába. Mivel a rakomány tulajdonosai angolok voltak, a németek ezt a hajót is elsüllyesztették.
Szeptember 15-én a rádióforgalom megfigyeléséből tudták meg a németek, hogy a Loredano figyelmeztetett egy brit gőzöst az Emden jelenlétére, és az rádión továbbította az információt a szárazföld felé. Ennek hatására Kalkuttában az épp kifutott kereskedelmi hajókat visszahívták, mint ahogy a révkalauzok járműveit is. Szeptember 16-án a nyugodttá vált tengeren az Emden sikerrel próbálkozott szénvételezéssel a Pontoporosról és ezután a Rangoon folyó torkolatához hajózott át.
Szeptember 18-án este a Gangesz torkolata előtt tartóztatta fel a Dovre norvég gőzhajót, melyen nem talált tiltott árut és ezért továbbengedte. A norvég kapitány beszámolt arról, hogy a Malaka-szorosban két brit segédcirkálót látott, a Maláj-félszigeten lévő Penangban pedig a Montcalm és a Dupleix francia páncélos cirkálók horgonyoznak. A leírása alapján a németek úgy ítélték meg, hogy jó eséllyel hajthatnának végre egy rajtaütést a támaszponton lévő hadihajók ellen, de ezt a térségben lévő jelentős túlerő miatt egyelőre elnapolták és előbb inkább a biztonságosabbnak vélt indiai partoknál lévő Madrászhoz hajóztak át, ahol von Müller a tengerparton lévő olajtárolókat szándékozott megsemmisíteni.

#### Brit intézkedések az elfogására
Az Emden által szabadon engedett Loredano nem rendelkezett rádióberendezéssel, de annak érdekében, hogy a német cirkáló jelenlétének hírét minél előbb közölhesse a britekkel, letért eredeti útvonaláról, amivel a nemzetközi egyezményekben foglalt kötelességét szegte meg. Egy rádióval felszerelt brit hajót értesítve hamarosan elterjedt a portyázó német hajó híre. A brit hatóságok ekkor értesültek csak a német hadihajó jelenlétéről az Indiai-óceánon és ez nagy meglepetésként érte őket, mivel úgy vélték, hogy az Emden Spee kötelékével a Csendes-óceánon tartózkodik és eddig csak egy német cirkálóval, a Königsberggel számoltak az Indiai-óceánon. A Loredano kapitányának – mellesleg jogsértő – magatartását a Bengália brit kormányzója egy aranyórával díjazta.
Martyn Jerram altengernagy, a brit haditengerészet kelet-indiai állomáshelyének parancsnoka egyszerre értesült az Emden észleléséről és Spee hajórajának Apia előtti felbukkanásáról. A hír hallatán azonnal leállították a kereskedelmi hajóforgalmat a Bengáli-öbölben és éjszakánkénti teljes elsötétítést rendeltek el a partmenti települések számára. Jerram a könnyűcirkáló elfogására irányította a Hampshire páncélos cirkálót és a japán Csikuma könnyűcirkálót, majd a Yarmouth könnyűcirkálót. A Minotaur páncélos cirkálót Szumátra nyugati partjához, a japán Ibuki csatacirkálót pedig a Kókusz-szigetekhez küldte arra az esetre, ha az itteni partoknál próbálna szenet vételezni. A Penangban javítás alatt lévő francia Dupleix páncélos cirkálónak a munkálatok elvégzése után a Malaka-szoros őrzését kellett ellátnia, amit addig a D’Iberville és három szintén francia romboló végzett.
A Hampshire parancsnoka a Csikumával közösen Ceylontól északnak haladva kívánt haladni Madrászig a kereskedelmi útvonalon. A Rangoonhoz érkező Yarmouth könnyűcirkálónak a Andamán- és Nikobár-szigeteket kellett volna átkutatnia, de egy hajtóműhiba miatt Penangba kellett mennie a javítások elvégzéséhez és ezért a Hampshire vette át a feladatát és a Csikumát egyedül küldte Ceylonhoz. A japán cirkáló azonban a Hampshire parancsnokának előzetes parancsa ellenére, miszerint innen azonnal Madrász felé kellett volna hajóznia, Colombóban annak további parancsaira várakozott.

#### Madrászi olajtárolók lövetése

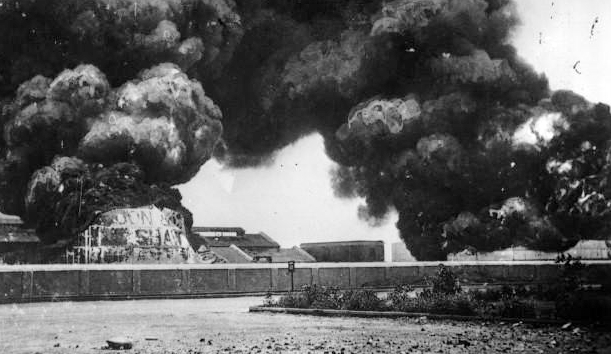
Lángoló olajtárolók Madrász kikötőjében

Von Müller a Rangoon előtti vizeket elhagyva Madrász felé vette az irányt. Szeptember 19-20-án éjszaka haladt át a Praparis-déli csatornán és eközben keresztezte az észak felé tartó – téves riasztás ellenőrzésére tartó – Hampshire útvonalát, melynek az erős rádiójeleit a közelükben érzékelték. A Madrászig vezető utat 12 csomós sebességgel tették meg úgy időzítve, hogy az esti órákban érjenek a város elé. Ennek az indiai nagyvárosnak a kikötőjében több nagyméretű olajtároló állt és ezeket kívánta megsemmisíteni. A látványosnak ígérkező akciótól a német parancsnok azt várta, hogy demonstrálja hajója mozgási szabadságát és csapást mér a britek presztízsére a helyi lakosság előtt. A Markomanniának Pondicherry-től 15 tmf-re keletre kellett várakoznia rá szeptember 23-ig.
Szeptember 22-én 20:00 körül az Emden megérkezett az elrendelt elsötétítés ellenére fényárban úszó Madrász elé. Az időpontválasztás szerencsés volt, mivel a hatóságok – a kereskedelmi hajózás beindítása érdekében – épp aznap nyilvánították ismét biztonságosnak a Bengáli-öblöt, így egy sikeres támadás a britek hitelességének még jobban árthatott. Az Emden a mólókat mintegy 2700 m távolságra megközelítve nyitott tüzet a kikötőben lévő hat olajtárolóra, melyek közül kettőt lángra gyújtott, hármat pedig megrongált. A kikötőben lévő egyik kereskedelmi hajót is eltalálta az egyik lövedéke, valamint az olajtárolók melletti partvédő üteg egyik lövegét is megrongálta. Az üteg négy lövést adott le a német cirkálóra, melyek azonban jó száz méterre csapódtak mögötte a vízbe. A rövid tűzcsapás során az Emden 130 lövést adott le, majd megtévesztésül északi irányba folytatta az útját, hogy látótávolságon kívülre kerülve déli irányra álljon. A cirkálóról az éjszaka még 50 tmf (90 km) távolságból is lehetett látni a lángoló olajtárolók fényét.
A rajtaütés másnapján a brit hatóságok ismét leállíttatták a Bengáli-öböl hajóforgalmát. Még nem telt el 24 óra azóta, hogy biztonságosnak nyilvánították a közlekedést a térségben. A lövetésben 5 fő veszítette életét és 12 sebesült meg, a polgári épületekben elhanyagolható károk keletkeztek. Az Emden Indiai-óceánon való ténykedésének első hónapjában az itteni export 61,2 százalékkal maradt el az előző év hasonló időszakához képest, a biztosítási összegek a két-háromszorosukra nőttek. A rajtaütés hatását fokozta az is, hogy ugyanezen a napon került sor Papeete lövetésére is Tahitinél. Spee tengernagy Dél-Amerika felé haladó hajóraja szénvételezés céljából kívánt megállni itt, de a francia partvédelmi ütegek tüzet nyitottak rá, amit a német hajók viszonoztak.

#### Portyázás Colombótól nyugatra (I.)

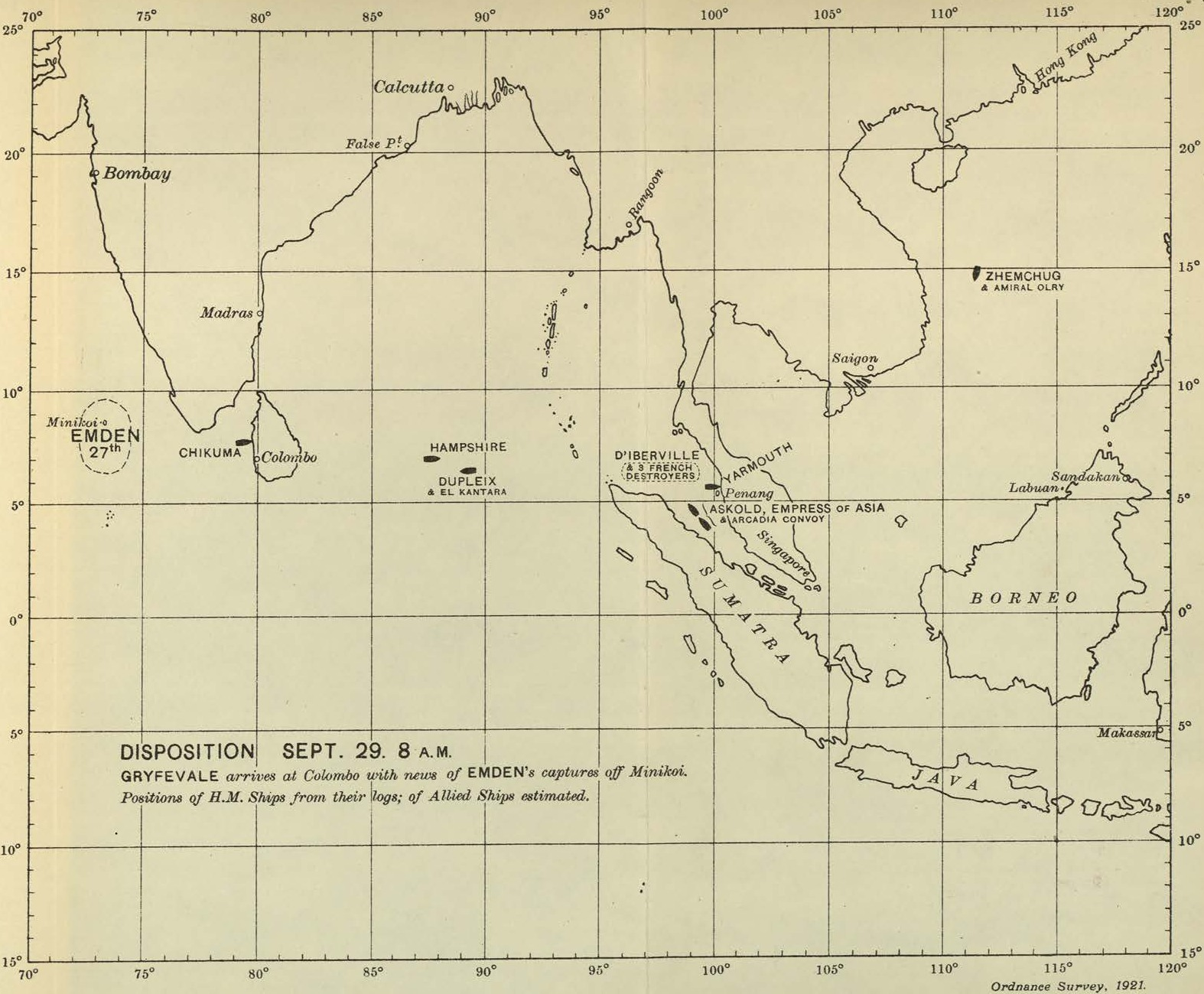
Az antant hadihajóinak helyzete a Gryfevale Colombóba érkezésekor az „első minikoi portya” után (1914. szeptember 29.)

A madrászi akciót követően von Müller eredeti szándéka szerint Simaloer (Simalur) szigetének közelében találkozott volna a szénszállítóival, de ehelyett Ceylon nyugati partjainál való tevékenység mellett döntött. A Laccadive-szigetek észak-déli irányban húzódó két nagy korallzátonya közötti 120 tmf széles szoroson haladtak át az Áden és Colombo között közlekedő hajók, ami egyben a Távol-Keletről és Ausztráliából a Szuezi-csatorna és Perzsa-öböl felé tartó hajóforgalmat is jelentette egyben, így az itteni vizek gazdag vadászterületnek ígérkeztek. Ez már a Königsberg vadászterületéhez tartozott, de e könnyűcirkáló felől nem kapott híreket, ezért vállalkozott a nyugatabbra való portyázásra. Szeptember 25-ikén ezeken a vizeken elsüllyesztette a brit King Lud és Tymeric kereskedelmi hajókat, és elfogott egy harmadikat, a Gryfevale-t, melyet a foglyok elhelyezése végett maga mellé vett.
Szeptember 27-én elfogta a Buresk szénszállítót, mely jó minőségű szenet szállított és ezért zsákmánylegénységgel ellátva szintén maga mellé vett. Még ezen a napon feltartóztatta a brit Ribera és Foyle kereskedelmi hajókat és elsüllyesztette őket. Aznap este a Gryfevale-t a rajta lévő foglyokkal szabadon engedte és előbb megtévesztésként nyugati irányba haladt, majd a Maldív-szigetek felé vette az útját, ahol fogytán lévő üzemanyagkészleteit kívánta kiegészíteni. Ide szeptember 29-én érkezett és egy napot töltve itt szenet vételezett a Markomanniáról, majd ezt a szénszállítót a Simaloer szigethez küldte, hogy az előzőleg ide küldött Pontoporosról szenet vételezzen, annak zsákmányszemélyzetet magához vegye és az itt lévő német szénszállítókat egy a Kókusz-szigeteknél meghatározott találkozási helyre küldje. De itt a két hajót – öt holland hadihajó asszisztálása mellett – a brit Yarmouth cirkáló elfogta és a Markommaniát elsüllyesztette, a Pontoporost pedig Szingapúrba küldte.
Az Emden ezt követően az Áden és Ausztrália valamint a Kalkutta és Mauritius közötti hajózási útvonalakon cirkált két napig, de ekkor nem járt sikerrel. Előbbi útvonalát északabbra helyezték át, amiről a németeknek nem volt tudomása. Von Müller innen Diego Garcia felé hajózott el, hogy itt karbantartást végeztessen a hajtóműveken és pihenési lehetőséget biztosítson a legénysége számára.
Közben a Gryfevale szeptember 29-én befutott Colombóba, ahol az előző napokban elfogott számos hajó hírére a Colombótől keletre és nyugatra lévő vizeket nem biztonságosnak nyilvánították, de ennek hatására az egész Indiai-óceánon zajló antant hajóforgalom megbénult. Nagy késedelmet szenvedtek az európai hadszínterekre szánt csapatszállítmányok is.
Diego Garciánál október 9-ikén reggel kötöttek ki. Az itteni brit helyőrségnek még nem volt tudomása arról, hogy Nagy-Britannia és Németország háborúban áll egymással, így az Emden baráti fogadtatásban részesült, amit hasonlóan viszonzott. A németek megjavították az egyik helyi brit lakos motorcsónakját és elvállalták postaküldemények továbbítását, mivel a szigetre csak évente két alkalommal kereste fel postahajó. A cirkáló másnap 11:00-ig maradt az atollnál és 485 t szén vételezése mellett még a hajótest vízvonal alatti részét is megtisztították a lerakódásoktól, amiben a helyi brit alattvalók is készségesen segítségükre voltak. Ezután visszatért a Colombótól nyugatra eső vizekre és folytatta a vadászatot a kereskedelmi hajók után. Időközben október 12-én a britek a hollandok által meghatározott felségvizeken belül elfogták a Markomanniát (és a vele lévő Pontoporost), megfosztva ezzel az Emdent az egyik szénszállítójától. A britek a szénszállító elfogásából arra következtettek, hogy a német cirkáló még a délebbi vizeken tartózkodhat és október 13-ikán a Hampshire illetve a mellé beosztott Empress of Asia segédcirkáló a Chagos-szigetek fel indult meg. Október 13-14-ikén az Emden az ellenséggel ellentétes irányban, de 300 tmf távolságra haladt újabb célpontja felé, a lehallgatott rádióüzenetek alapján ismét biztonságosnak ítélt Colombo-Áden útvonalhoz. Eközben ismét észlelte a Hampshire rádiójeleit.
Az Empress of Asia október 15-ikén ért Diego Garciára és a britek ekkor szereztek tudomást az Emden pár nappal korábbi ittlétéről.

#### Portyázás Colombótól nyugatra (II.)

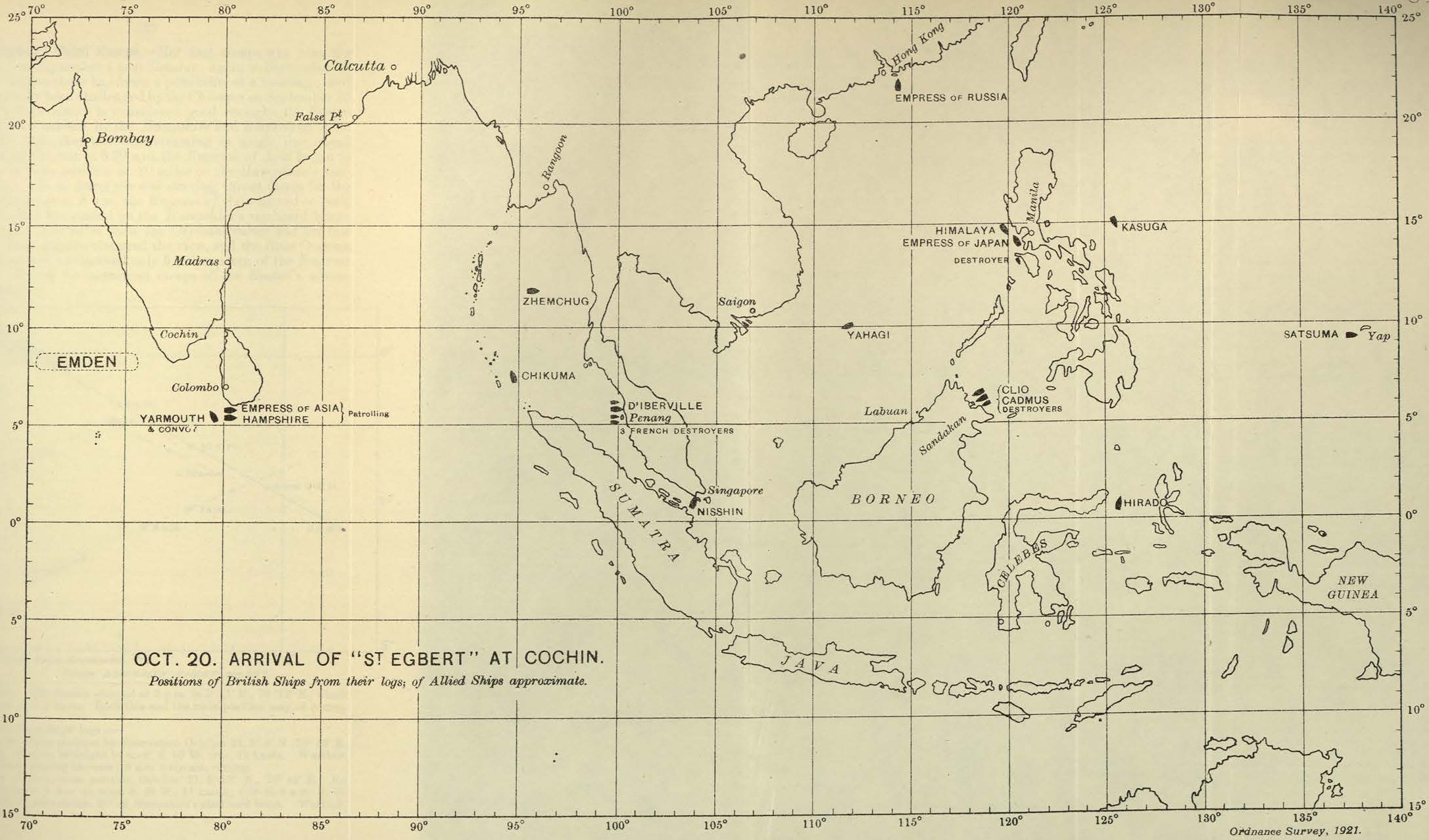
Az antant hadihajóinak helyzete St. Egbert Cochinba érkezésekor a „második minikoi portya” után (1914. október 20.)

Október 16-án éjjel Minikoi előtt az Emden elfogta a Clan Grant brit gőzöst, majd nappal egy Angliából Tasmániába tartó 473 tonnás kotróhajót, a Ponrabbelt. A két hajót együtt süllyesztették el még aznap, utóbbit a legénységének nagy örömére. Az esti órákban fogták el a Benmohr gőzöst értékes darabárukkal a fedélzetén. Október 18-án ejtette el a legértékesebb zsákmányát, a vadonatúj Troilust (7562 BRT), akinek kapitánya nehezen viselte, hogy előzőleg Colombóban a hatóságok teljesen biztonságosként ajánlották számára az útvonalat. Aznap este fogta el a St. Egbert gőzöst, mely Amerikába szállított árut, ezért von Müller zsákmányszemélyzetet küldött át és a foglyokat átszállította a fedélzetére. Éjfél után a brit admiralitás megbízásából 6000 t szenet Angliából Hongkongba szállító Exford gőzöst fogta el, melyet szénszállítóként szintén maga mellé vett. Az Emden ekkor északnak vette az irányt, hogy a kereskedelmi útvonalaktól eltávolodva vegye számba a zsákmányát és végezze el nyugodt körülmények között az ezzel járó munkálatokat.
Ezzel végezve másnap elsüllyesztették a Troilust és a Chilkanát, a St. Egbertet pedig szabadon engedték foglyokkal a fedélzetén. Von Müller a kapitányának meghagyta, hogy ne Colombóba vagy Bombay hajózzon, hanem India nyugati felén egy kikötőbe, lehetőleg Cochinba. Ezzel amellett, hogy időt tudott nyerni, a német parancsnok még azt is el akarta érni, hogy egy újabb indiai városban menjen híre a tevékenységének. Az Emden ezúttal déli irányra állt, majd északi irányra akkor, mikor még vélhetően látták a St. Egbertről, a sötétség beálltával pedig délnek kanyarodott és Ceylontól 100 tmf távolságot tartva kerülte meg a szigetet keleti irányra állva, mivel von Müller úgy döntött, hogy végrehajtja a Penang ellen régóta tervezett rajtaütést. A St. Egbert von Müller kérésének megfelelően Cochinba kötött ki október 20-án.
Az észlelésre reagálva több cirkálót a körzetbe rendeltek, Grant kapitány, az antant erők parancsnoka maga a Hampshire-rel és az Empress of Asia segédcirkálóval a Maldív-szigetekhez hajózott, ahol feltételezése szerint az Emden szénvételezés céljából megállhatott. Október 21-én reggel 8 körül az Empress of Asia mindössze 10 tmf távolságra volt az Emdentől és a Hampshire is csak 25-re, de a párás idő miatt nem észlelték egymást a felek.
Az újabb német portya hatására a brit admiralitás úgy ítélte meg, hogy az Indiai-óceánon nem rendelkezik kellő erővel minden feladat ellátásához, ezért Japánhoz fordult segítségért egy, de lehetőleg több cirkáló átirányítását kérve. A japánok válaszukban egy egész cirkálórajt ajánlottak fel segítségként, amit egy altengernagy irányításával küldtek volna el és akivel a brit hadihajóknak is együtt kellett volna működnie. Brit részről megfontolták a felajánlást és úgy ítélték meg, hogy nem tudják nélkülözni a japán segítséget, ezért el kell fogadják azt, de a cirkálórajuk működési határát a keleti hosszúság 90°-ában határozzák meg, azaz a Bengáli-öbölnek is csak a keleti felének ellenőrzését bízzák rájuk. Ehhez Szingapúr, Penang és Rangoon kikötőit kínálták fel támaszpontokként.

#### Penangi csata

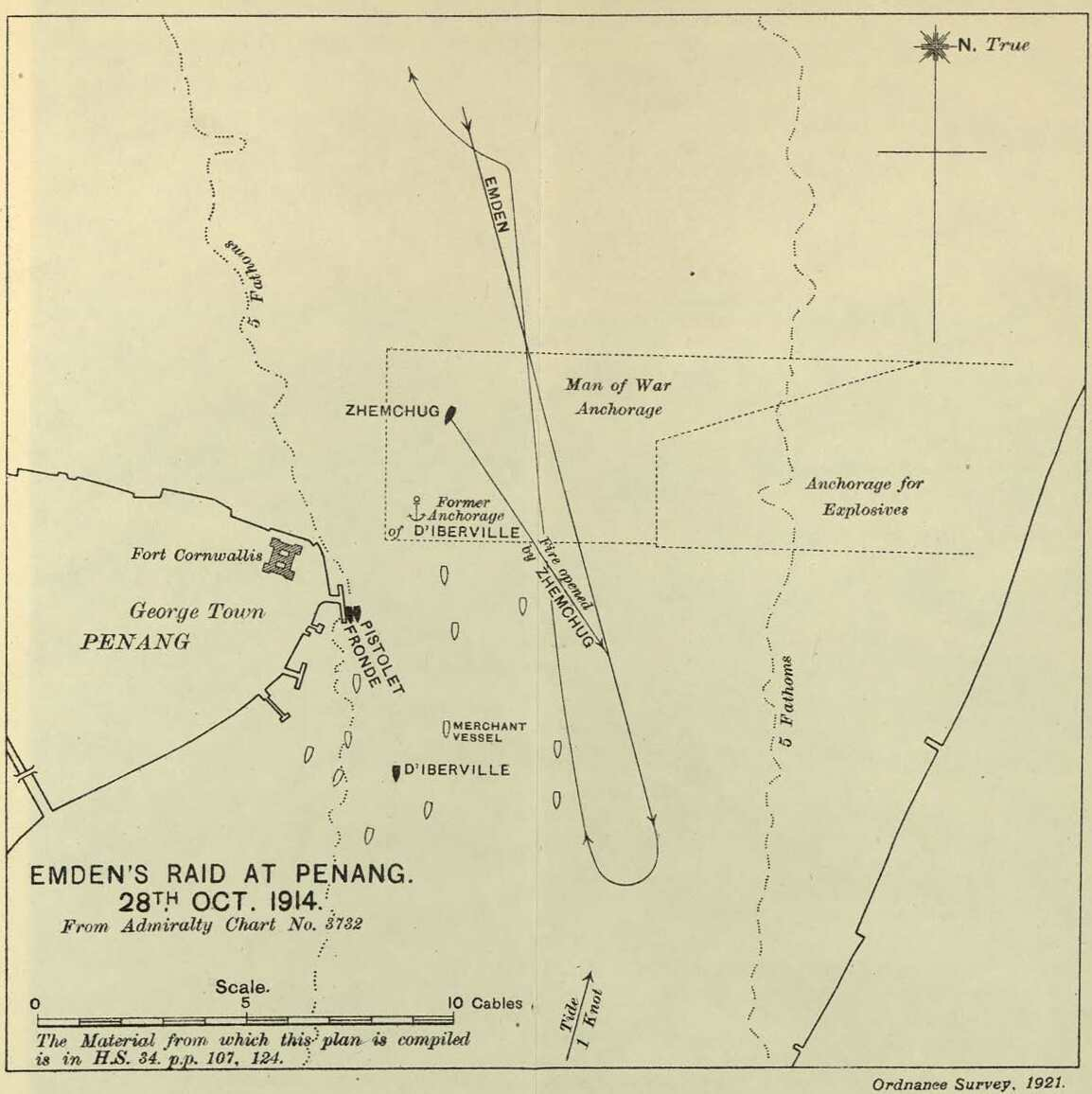
A „penangi csata” ábrázolása térképen
(Bővebb térkép található ezen az oldalon)

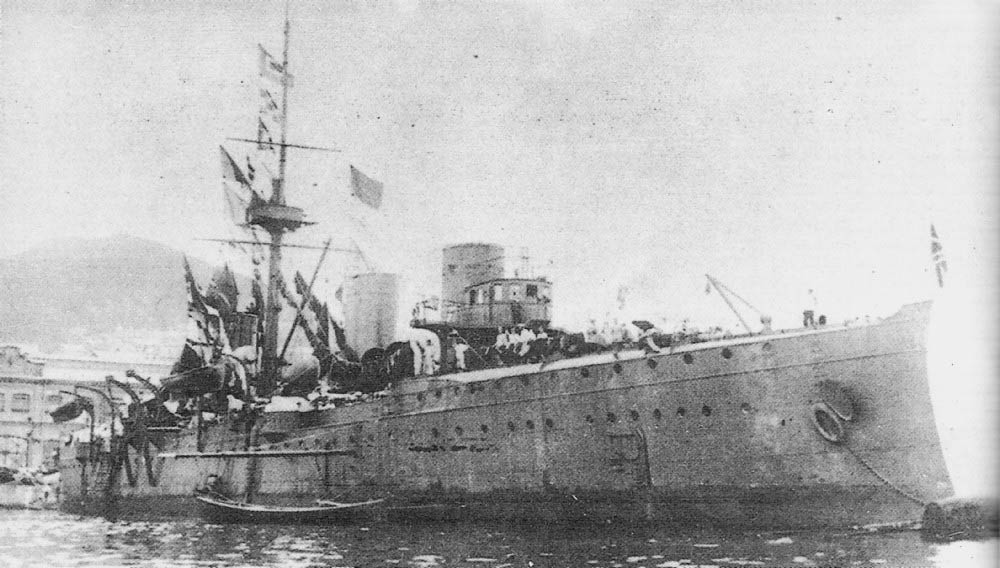
Az Zsemcsug orosz védett cirkáló

Az Emden a Nikobár-szigeteknél való szénvételezés után október 27-én éjjel útnak indult Penang felé. Az indulást úgy időzítették, hogy hajnalban érjenek a Maláj-félsziget nyugati részén lévő kikötőhöz 02:00 után, mikor már nem lesz holdfény, így a magaslati megfigyelőpontokról ne lehessen túl korán észlelni. Északi irányból közelítve október 28-án 03:00-kor érkeztek a kikötő elé a német beszámolók szerint felvont német csúcszászlókkal, 18 csomós sebességgel haladva és az álkéményt felvonva. Az őrszemei hamar kiszúrtak egy a tatfényeit ki nem oltott hadihajót, melyről közelebb érve megállapították, hogy az orosz Zsemcsug az, a csuzimai csatát is megjárt veterán cirkáló. A Zsemcsug a kazánjainak javítása miatt kötött ki két nappal korábban Penangban és közülük csak egy volt üzemképes, ami azt jelentette, hogy nem volt mozgásképes és a lőszerfelvonói sem üzemeltek. Minden ágyúnál csak öt lövedék volt készenléti lőszerként elhelyezve és egy löveg volt csőre töltve. Az Emden 200 méterre elhaladva a Zsemcsug mellett 05:18-kor kilőtt rá egy torpedót, majd rögtön utána tüzet nyitott rá ágyúival.
A Zsemcsugot a torpedó a hátsó kéményének magasságában érte, aminek hatására kezdett megdőlni és az ágyúlövedékek találatai is gyorsan súlyos károkat okoztak rajta. Az Emden a kikötő belsejében megfordulva ismét az orosz cirkáló mellett készült elhaladni. Az egyik orosz lövegnek sikerült lövéseket leadnia, de találatot nem ért el a német cirkálón, de megrongált vele egy a kikötőben horgonyzó kereskedelmi hajót. Von Müller egy második torpedó kilövésére is parancsot adott, miközben ágyúival is ismét tűz alá vette. Ez a torpedó a parancsnoki torony alatt érte és hatalmas robbanást okozott, mely kettészakította az orosz hadihajót. Mire a robbanás füstje szertefoszlott, a Zsemcsug már elsüllyedt és csak az árbócai látszottak ki a vízből. 81 orosz tengerész veszítette életét és 129 sebesült meg. Közülük heten később belehaltak sérüléseikbe. A szintén a támaszponton tartózkodó francia D’Iberville cirkáló és a Fronde romboló géppuskákból pontatlan tüzet nyitott a már távozóban lévő német cirkálóra.
A kikötőből kifelé menet találkozott a lőszert szállító brit Glenturret teherhajóval, melyre hogy megállítsa, tüzet nyitott és a kéményét megrongálta. A megálló teherhajóra zsákmányszemélyzetet küldtek át, a kapitány pedig azt közölte, hogy a hajója paraffint szállít, de valójában jelentős mennyiségű lőszerrel volt megrakva a hajója. Eközben egy újabb hajó közeledését észlelték az Emdenről, ezért gyorsan visszahívták a zsákmányszemélyzetet, hátrahagyva a nagyértékű zsákmányt. A közeledő hadihajó a francia Mousquet romboló volt, melyet rövid üldözés és tűzharc során az Emden szintén elsüllyesztett. A francia hajótörötteket fedélzetére vette és 08:00 körül útnak indult. Közben a kikötőben lévő francia hadihajók felfűtötték a kazánjaikat és a német cirkáló után indultak. Közülük a Fronde igyekezett az Emdent szemmel tartani, de egy esőfelhőben elvesztették egymást szem elől.
Október 30-án az Emden megállította a brit Newburn gőzhajót és a francia tengerészeket átküldte a fedélzetére, miután azok aláírtak egy papírt arról, hogy a háború során már nem fognak fegyvert Németország ellen. A Penang elleni rajtaütés nagy sokként érte az antanthatalmakat és hatására az Ausztráliából útnak indítandó nagy konvojok jelentős késedelmet szenvedtek, mivel a kíséretüket meg akarták erősíteni. Az Indiai-óceánra tervezték átirányítani a Földközi-tengerről a Gloucester, Német Kelet-Afrika partjaitól – ahol a britek tartós blokád alá vették Rufiji folyón felhajózó Königsberget – a Dartmouth és Weymouth könnyűcirkálókat.

#### Kókusz-szigeteki csata

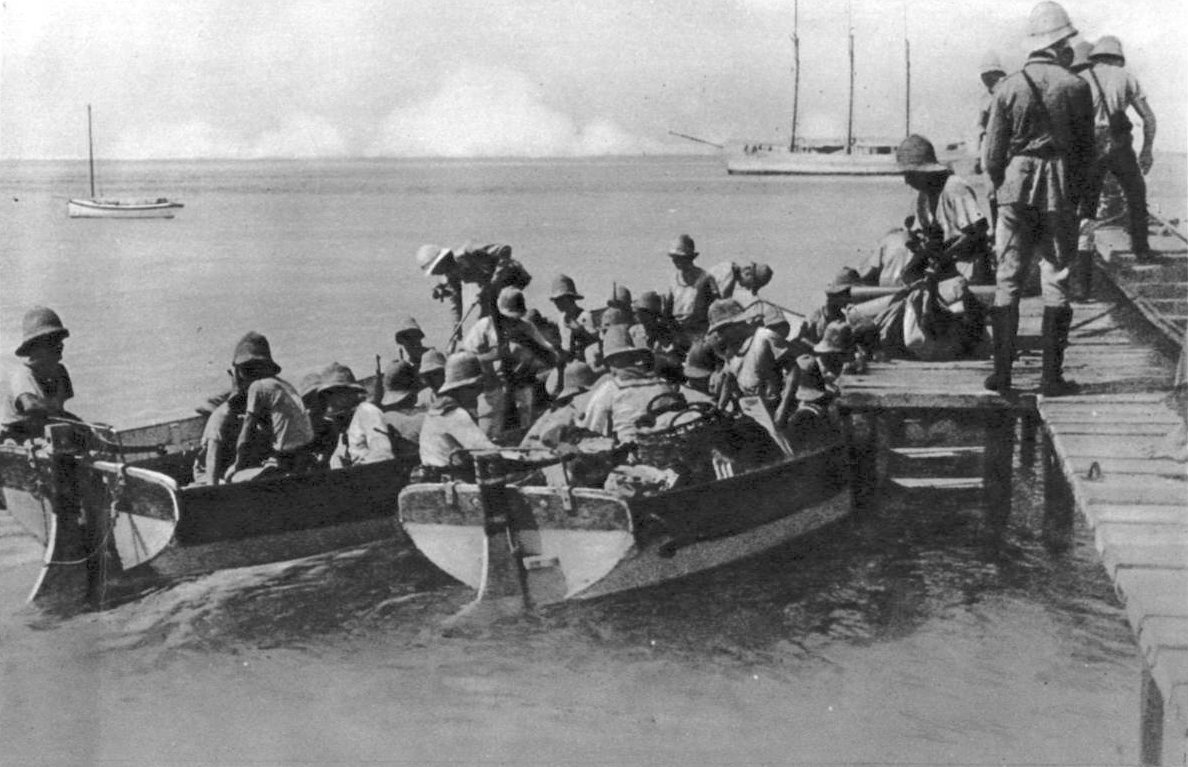
A von Mücke elsőtiszt vezette különítmény partra száll a Direction-szigeten – háttérben az Ayesha

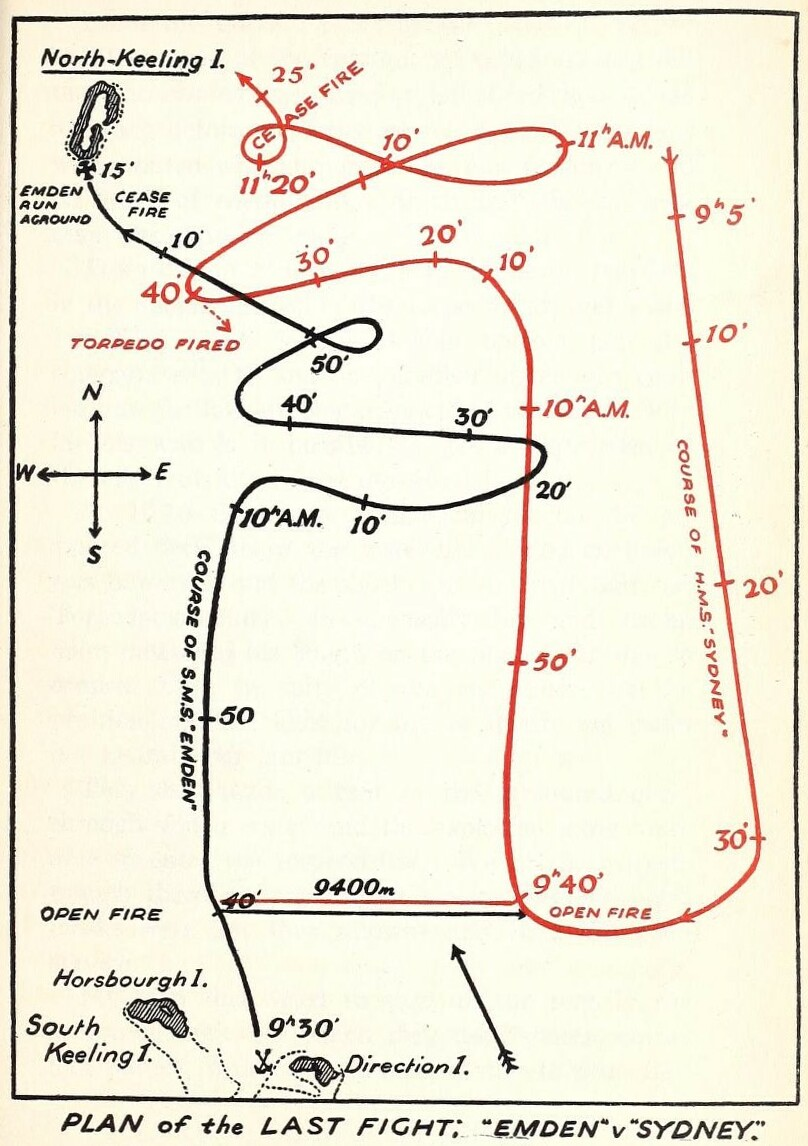
A kókusz-szigeteki csata német vázlata

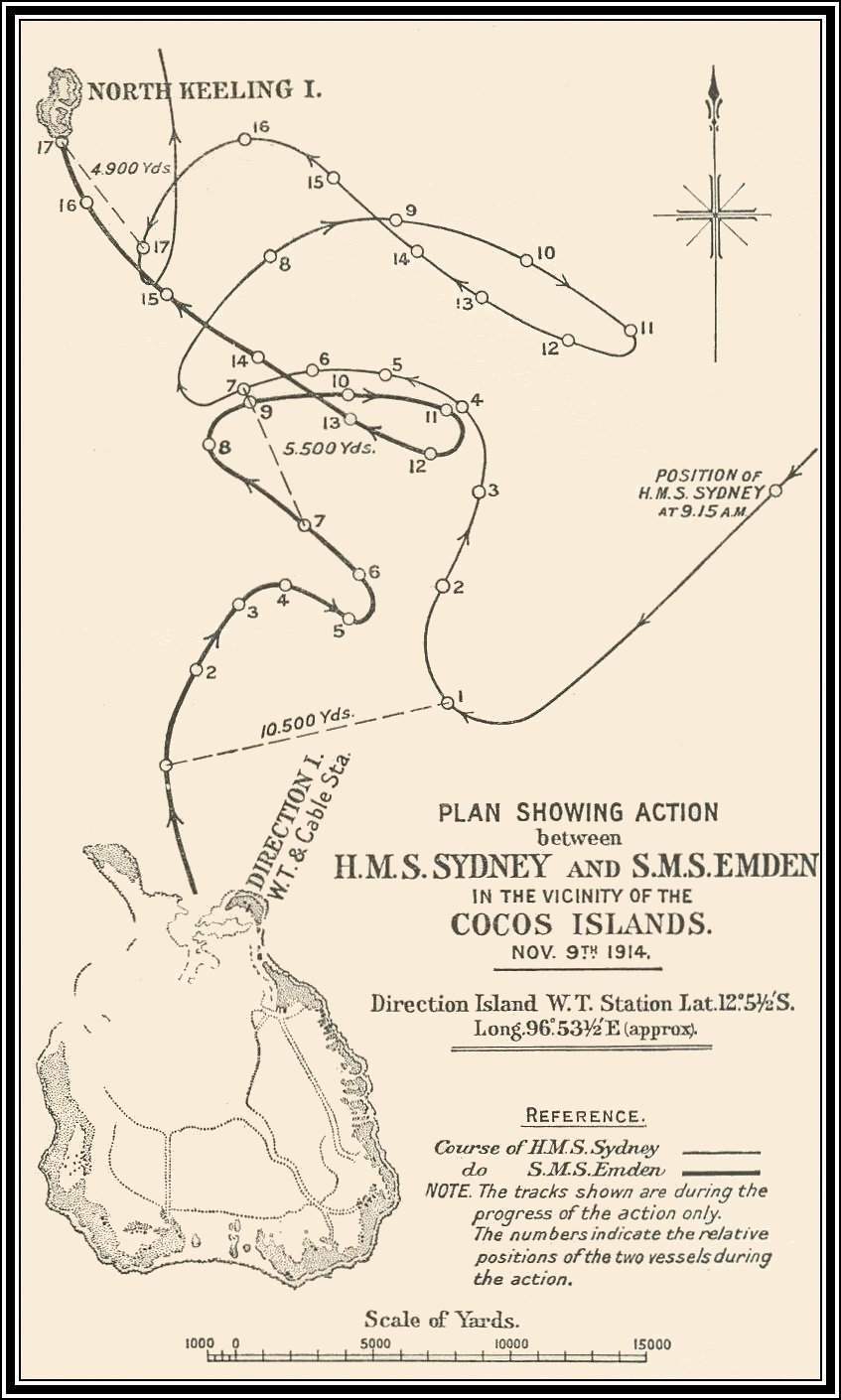
A kókusz-szigeteki csata brit vázlata

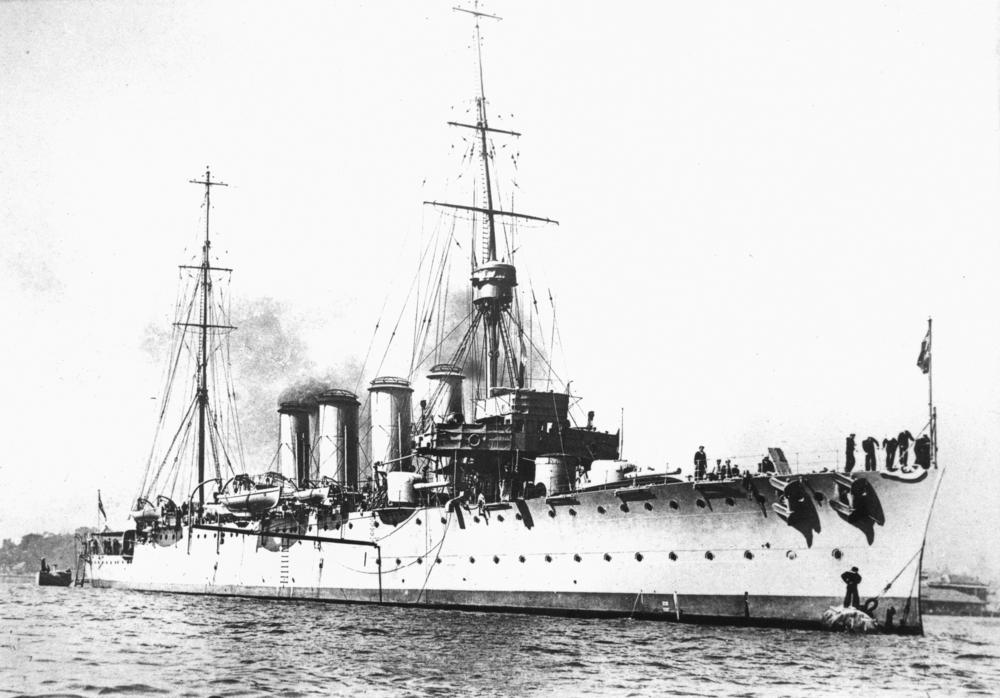
A Sydney ausztrál könnyűcirkáló

A brit gőzhajó elengedése után az Emden délnek fordult és Simaloer szigetnél találkozott a Bureskkel. Von Müller úgy döntött, hogy támadást intéz a Kókusz-szigeteken lévő kommunikációs állomás ellen és ezáltal igyekszik azt a gyanút kelteni, hogy tevékenységét az Ausztráliához közelebb eső vizekre teszi át. Ettől azt várta, hogy erőket vonhat el az Indiai-óceánról és ezáltal megkönnyítheti maga számára a portyázásokat, amiket nyugatabbra folytatott volna. Útban a Kókusz-szigetekhez két napot töltött a Szunda-szoros előtt portyázva, de nem észlelt itt hajóforgalmat. Ezután a Kókusz-szigetekhez hajózott, ahol előbb a szigetektől északra 30 tmf-re kellett találkoznia az Exforddal november 7-én. Az Exfordra nem találtak rá a megbeszélt helyen, de von Müller nem akarta addig végrehajtani az akcióját, míg ezt a szénszállítójáról biztosat nem tud, ezért másnap ismét keresni kezdte, míg rá nem talált. Emiatt a rádióállomás elleni rajtaütés egy napot késett, ami utólag végzetes késedelemnek bizonyult. Azt tervezte, hogy ezt követően Szokotra szigete környékén folytat portyázást és az Exford szénszállítót ide küldte előre Julius Lauterbach fregatthadnagy vezetésével, míg a Buresket maga mellett tartotta. A rádió- és kábelállomásnak helyet adó Direction-szigethez november 9-ikén 06:00 körül érkezett meg. Mivel nem voltak brit hajók a környéken, a német parancsnok Hellmuth von Mücke elsőtiszt vezetésével egy partraszálló egységet indított útnak csónakokon a szigethez. A 47 fős egység 3 tisztből, 6 altisztből és 38 matrózból állt, fegyverzetüket négy géppuska valamint 30 karabély adta.
Még a csónakok partra érése előtt az Emden rádión magához rendelte a Buresket, hogy minél előbb megkezdhessék a szénraktárak feltöltését. Az ismeretlen kódjelű üzeneteket észlelve a sziget rádióállomása a cirkáló kiléte felől érdeklődött, amire azonban nem kapott választ. Ekkor az „Idegen hajó a [kikötő]bejárat előtt” (Strange ship off entrance) vészjelzést adta le. A további üzenetek leadását a németeknek sikerült zavarniuk. Ahogy a német partraszálló csapat a német hadilobogóval ellátott csónakokon közelebb ért, a szigeten lévők számára egyértelművé vált, hogy az Emden az azonosítatlan cirkáló. Ezután az „Emden van itt” üzenetet sugározták és küldték folyamatosan a tenger alatti kábeleken, míg a németek ki nem iktatták a berendezéseket.
Az első, azonosítatlan hajó felbukkanását jelző rádióüzenetet vételezte az ekkor a szigettől épp csak 50 tmf (80 km) távolságra elhaladó csapatszállító konvoj, melynek parancsnoka a Sydney könnyűcirkálót küldte ki a Direction-szigethez az eset kivizsgálására. Az ausztrál cirkáló nagy sebességgel közelített és 09:00-kor az Emdenről már észlelték a Sydney füstjét, de előbb a csatlakozásra felszólított Buresknak vagy egy gyorsjáratú postahajónak gondolták és csak 30 perccel később azonosították ellenséges cirkálóként. A szárazföldről már nem tudott visszatérni az állomást kiiktató egység a hajóra.
Az Emden látva, hogy az összecsapás elkerülhetetlen lesz, észak-északnyugati irányba indult meg és igyekezett a számára kedvező szélirányból fakadó taktikai előnyét megtartani. A szigettől kissé keletre, északról érkező ausztrál cirkáló jobbra kanyarodva megfordult és az Emdenével közel párhuzamos irányra állt. Ahogy a két cirkáló között lassan csökkent a távolság, az Emden elsőként nyitott tüzet 9400 m távolságra és már a harmadik sortüzével találatot ért el ellenfelén. Az Emden tüzérei az ellenfél belövése után gyors, 10 másodperces időközönkénti sortüzeket adtak le. Von Müller azt remélte, hogy a heves tűzzel még az előtt el tudja dönteni az összecsapást, mielőtt a Sydney erősebb lövegeivel találatokat ér el. Két korai találat kiiktatta a Sydney távmérőit. A hátsó tűzvezetési központot ért találat több emberrel is végzett, míg az elülsőt ért lövedék nem robbant fel, csak a parancsnoki híd közelében lévő távmérőt iktatta ki. A Sydney-nek jóval tovább tartott a célpont belövése, de ezután egyre gyakrabban betaláltak és komoly károkat okoztak a német cirkálóban, amelyik igyekezett torpedótámadás végrehajtásához közelebb kerülni a Sydney-hez. Az első Emdent ért találat a rádiószobát találta telibe és minden ottlévővel végzett, egy másik találat az egyik elülső ágyú kezelőszemélyzetét tette harcképtelenné. 09:45-kor von Müller a Sydney felé fordulva ismét megpróbált torpedótámadást végrehajtani, de az ausztrál cirkáló nem engedte magához elég közel. Öt perccel később egy lövedék a kormányművét rongálta meg és egy másik lövedék repeszei miatt a kézi kormánymű szorult meg. Ezután az Emdent már csak a hajócsavarjaival lehetett irányítani. A Sydney lövedékei közben tönkretették a távmérőket is és súlyos veszteségeket okoztak a német legénység soraiban.

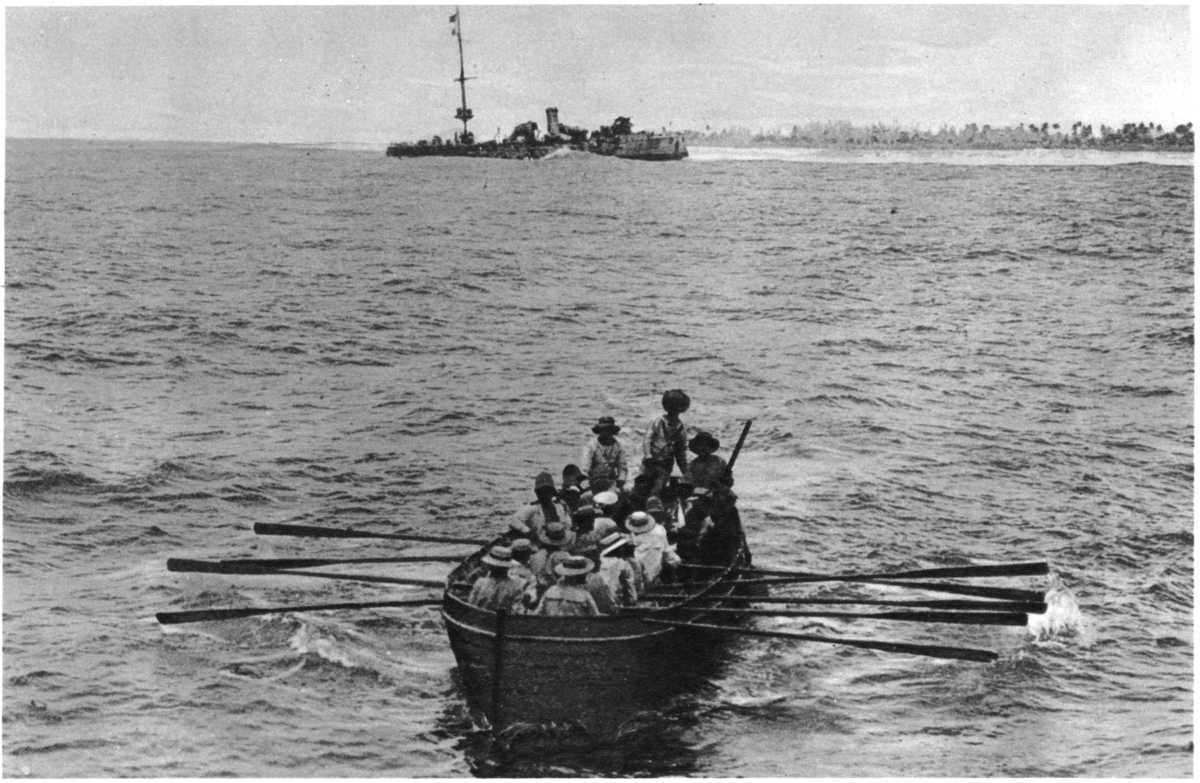
Az Emden (háttérben) túlélőit a Sydney-re hajózzák át

A német parancsnok tett egy harmadik próbálkozást is a torpedók hatótávolságán belülre kerülésre, de a Sydney gyorsan kitért ekkor is. Röviddel 10:00 után egy gránát a jobb oldali negyedik ágyúhoz kikészített muníciót felrobbantotta és nagy tüzet okozott a fedélzeten.
Nem sokkal ezt követően negyedszer is megpróbálkozott von Müller a torpedótámadással, de a Sydney ekkor is túl messze volt. 10:45-re az Emden ágyúi jórészt elhallgattak, a felépítményét letarolták a lövedékek és a két kéményét ellőtték csakúgy mint a főárbócát. Látva, hogy a hajója harcképtelené vált, von Müller úgy döntött, hogy az Északi-Keeling-szigeten partra futtatja, növelve ezáltal a legénység túlélési esélyeit. 11:15-kor az Emden a sziget előtti zátonyra futott, majd a hajtóműveit és a kazánjait elárasztották vízzel. A lövegeinek závárzatát és a torpedókilövéshez használt célzóberendezéseket a vízbe dobták, a kódkönyveket és a titkos iratokat pedig elégették. A Sydney még pár sortüzet leadott a zátonyra futott, már harcképtelen hajóra, majd az időközben az Emden korábbi hívására felbukkanó Buresk üldözésére indult. A szénszállítót a Sydney közeledését látva a német zsákmánylegénysége elsüllyesztette. A Sydney a hajón tartózkodókat a fedélzetére vette, majd visszatért az Emdenhez. Habár a német cirkáló már semmiféle fenyegetést nem jelentett számára, a brit parancsnok megérdeklődte, hogy megadja-e magát. A jelzést a németek nem tudták dekódolni, mivel a kódkönyveket már mind megsemmisítették és ezt tudatták az ausztrál hajóval. A kérdést többször is feltették és miután választ nem kaptak rá, ugyanakkor az Emden hadilobogója még mindig fel volt vonva, Glossop kapitány ismét tűzparancsot adott ki. Az öt percig tartó bombázásban körülbelül 30 tengerész veszítette életét. Miután a hadilobogót az egyik főárbócra felkúszó matróz lehozta és a fedélzeten egy fehér zászlót mutattak fel, a Sydney felhagyott a lövetéssel.

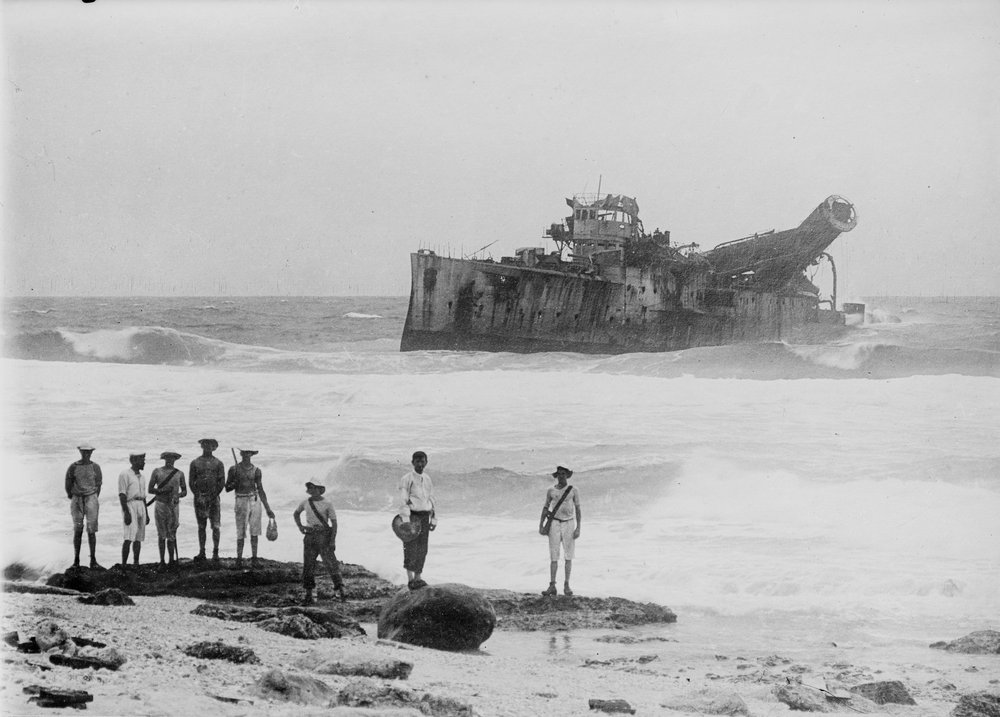
A zátonyra futtatott Emden
az Északi-Keeling-szigeten

Az ütközet során az Emden 16 találatot ért el a Sydney-n. Az ausztrál hajón 4 fő veszítette életét és 12 fő sebesült meg. A Sydney 670 lövést adott le és saját becslése szerint kb. 100 találatot ért el. Az Emdenen 133 fő veszítette életét és 65 fő sebesült meg.
Az ütközet német túlélői a következő két nap során hadifogságba kerültek. A sebesülteket Ausztráliába szállították, míg a sértetleneket egy máltai hadifogolytáborban helyezték el. Ők a háború után, 1920-ban térhettek haza.
A Direction-szigetre küldött 47 fős egység elkerülte a hadifogságot. Az ütközet alakulását figyelemmel kísérve látták, hogy az az Emden számára kedvezőtlenül fog végződni. Von Mücke ezért a szigeten lévő 70 tonnás Ayesha nevű szkúnert elkobozta és még aznap este elhagyták vele a szigetet, így mire a Sydney másnap a Direction-szigetre küldött egységeket, a németeket már nem találták ott. Az Ayeshával von Mücke a Holland Indiához tartozó Padanghoz hajózott, ahol a holland hatóságok megtagadták számára az ellátást és maximálisan 24 órás tartózkodást engedélyeztek számára. A szkúner az éj leple alatt kihajózott, bízva abban, hogy a kikötőkben veszteglő és a szándékukról értesített német kereskedelmi hajók közül legalább az egyik meg fog jelenni. A megadott koordinátán a Choising bukkant fel és az Ayesha elsüllyesztése után a német csapat ennek fedélzetére átszállva hajózott tovább a Vörös-tengerig. Kalandos körülmények között, a betegségek és a beduin támadások következtében három főt veszítve érkeztek meg a Hedzsász-vasútvonalhoz. Innen már a vasúttal továbbutazva 1915 júniusában érkeztek meg Konstantinápolyba, ahol lejelentkeztek Wilhelm Souchon altengernagynál.

## A hajóroncs későbbi sorsa

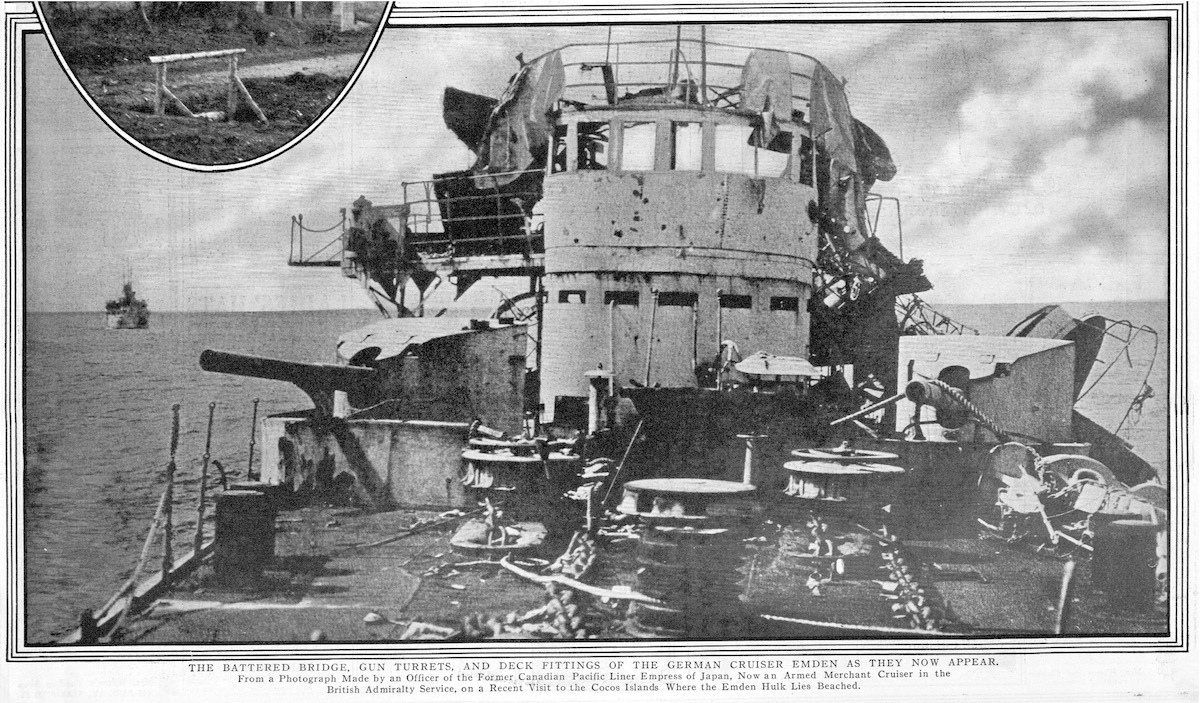
Az Emden roncsa 1915-ben

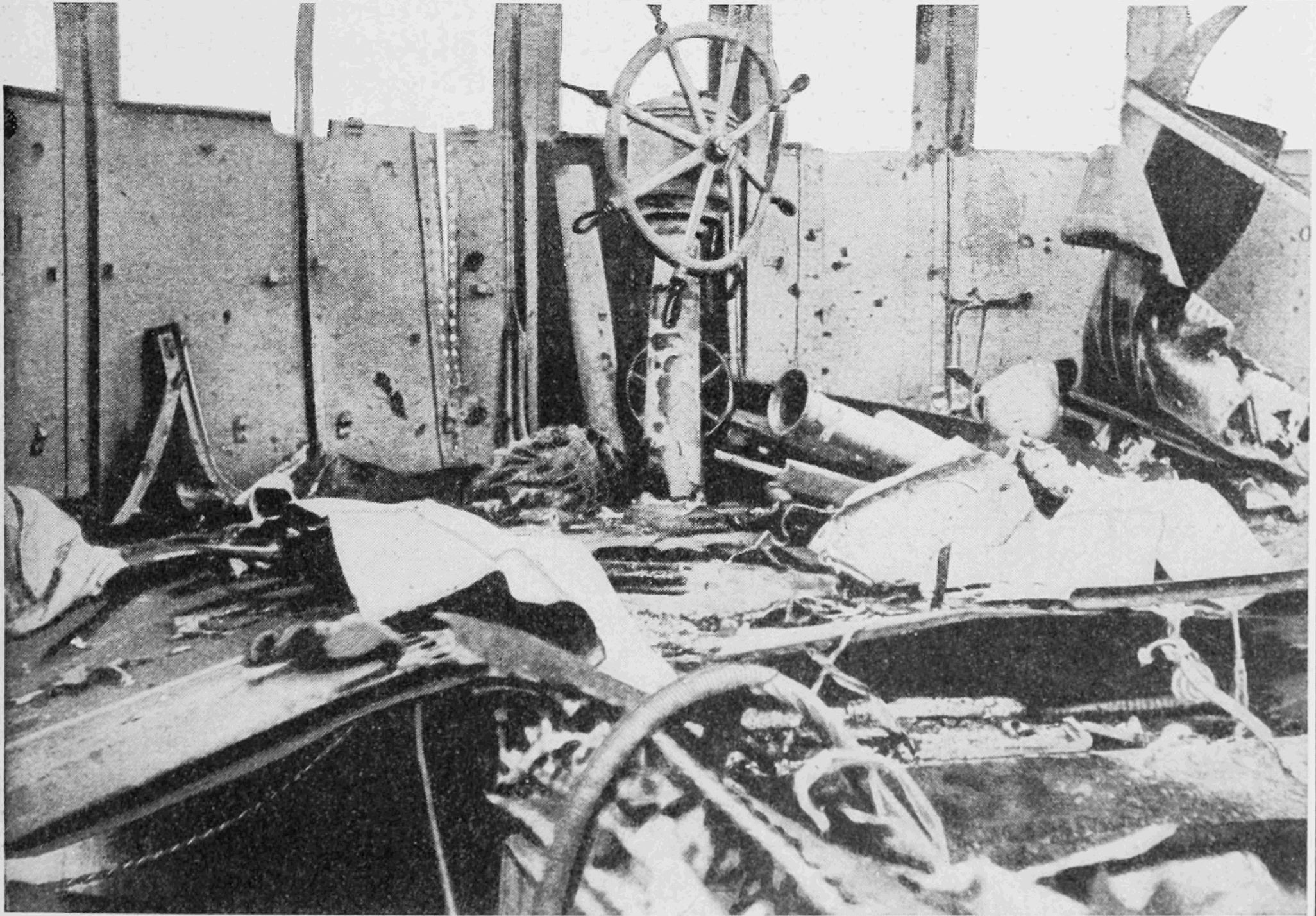
Az Emden sérült parancsnoki hídja

A hajóroncsnál és az Északi-Keeling-szigeten maradt holttestek eltemetésére az ütközet után csaknem két héttel a Cadmus nevű szlúp kapott parancsot. A brit hajó matrózainak elmondása szerint a trópusi klíma miatt ez rendkívül kellemetlen feladat volt. Néhány torpedót is kiemeltek a víz alatti torpedóvető csövekből és tanulmányozás céljából Nagy-Britanniába küldték őket.
1915-ben egy japán társaság felvetette, hogy az Emdent ki lehetne javítani és úszóképessé lehetne tenni, de a roncsát megvizsgáló ausztrál Protector ágyúnaszád úgy találta, hogy a hullámverés már olyan mértékben megrongálta a hajótestet, hogy a helyreállítása már nem megoldható. 1919-ben olyan valótlan híresztelések kaptak szárnyra, miszerint a hajóroncs csaknem teljesen széttört és eltűnt a hullámok alatt. A várakozásokkal ellentétben a következő évek erős hullámverése és tájfunjai csekély károkat okoztak benne. Csak a húszas évek elején tört le és süllyedt el az ütközetet erősen megszenvedő tatrész a hátsó árbóccal együtt. Az 1930-as években egy japán hajómentő vállalat hozzákezdett a roncs elbontásához, melynek során főként a nagy értékű színesfémeket és a páncéllemezeket emelték ki belőle. A hajóépítéshez használt acélból készült kések a térségben sokáig nagyon keresettek voltak. A második világháború megszakította a roncs elbontását és azzal csak az 1950-es években végeztek. Egy 1954-ben tomboló különösen heves vihar az Emden utolsó még látható részeit is víz alá vitte. A hajógerinc egyes részei, a gépek és az egyik hajócsavar még száz évvel később is fellelhetők a helyszínen. Mivel az Északi-Keeling-sziget lakatlan és a kókusztermés leszüretelése miatt is csak ritkán keresik fel, az Emden maradványainak nyughelye gyorsan feledésbe merült és a hajó iránti érdeklődés 1970-es évektől való feléledése óta is nagyon nehezen közelíthető meg. 1982-ben az ausztrál kormányzat a hajóroncsot emlékművédelem alá helyezte. Azóta csak különleges engedéllyel szabad hozzá lemerülni. 1927. március 15-én a Reichsmarine Emden könnyűcirkálója a világ körüli útja során felkereste a viszonylag még érintetlen roncsot és megemlékezési ünnepséget tartott mellette. Ez volt az egyetlen (hivatalos) látogatás a szigeten egy német hadihajó részéről. A kimentett birodalmi hadilobogót Németországba vitték és végül a lübecki Mária-templomban tűzték ki.
Az Emden 10,5 cm-es ágyúi közül hármat leszereltek a hajóról három évvel az ütközet után. Az egyiket a sydney-i Hyde Parkban állították ki, egy másik a Kuttabul tengerészeti támaszponton (Sydney fő haditengerészeti támaszpontján) lévő Royal Australian Navy Heritage Centre-ben található, míg a harmadik a canberrai Australian War Museumban van kiállítva. Az Emden hajóharangja és tatjának emblémája jelenleg az Australian War Memorial gyűjteményét gazdagítja. Több más az Emdenről származó tárgyat, egy sérült 10,5 cm-es gránáthüvelyt. a hajótest egyik szegecsét és egyenruhákat szintén kiállítottak az Australian War Memorialban.

## Tevékenységének mérlege

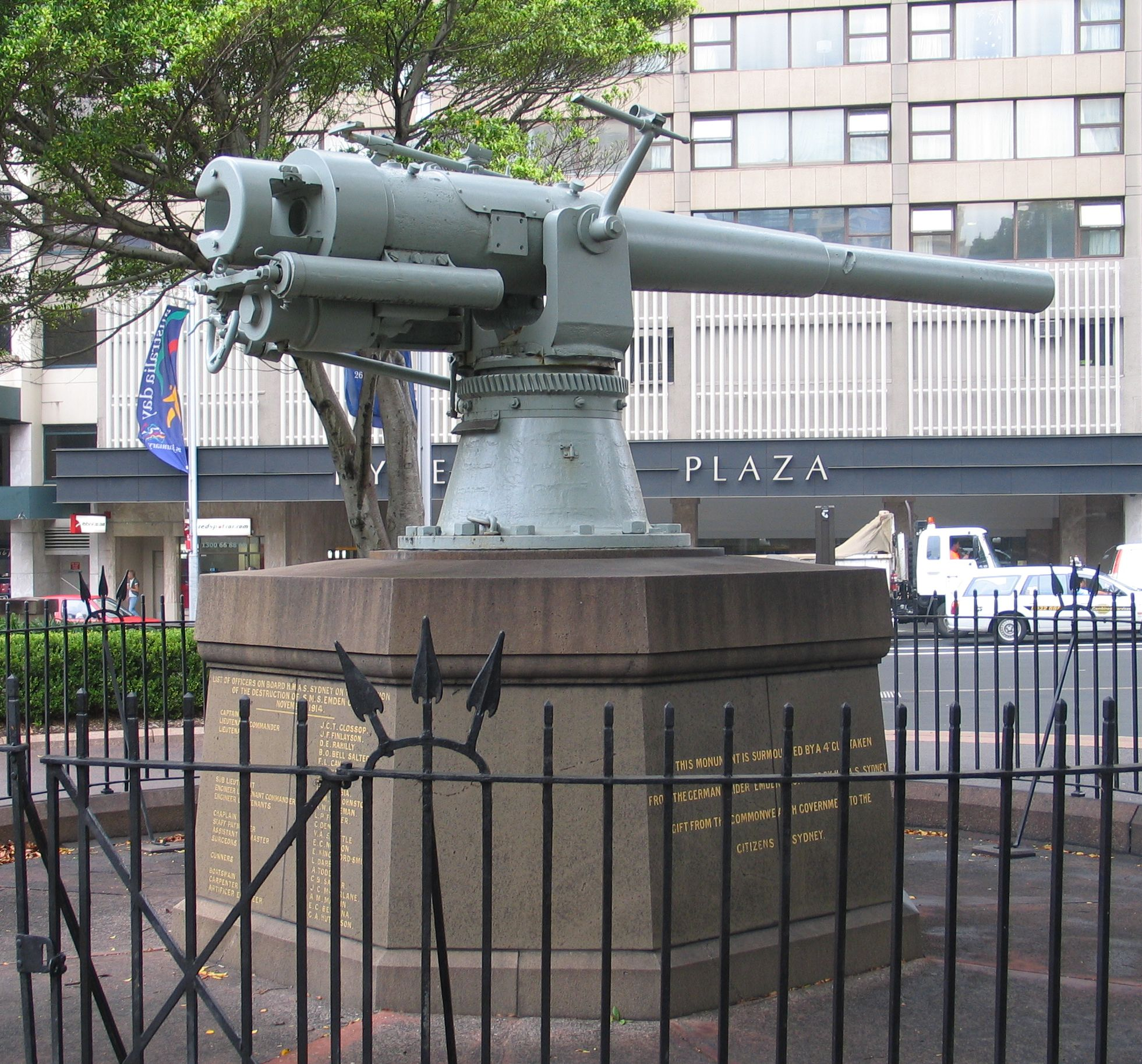
Az Emden egyik 10,5 cm-es ágyúja
a sydney-i Hyde Parkban

A háború első három hónapja során az Emden mintegy 30 000 tmf-et (55 500 km) tett meg, megsemmisített két antant hadihajót és elfogott 23 ellenséges kereskedelmi hajót összesen 101 182 BRT hajótérrel, ezek közül csak 16 brit hajót süllyesztett el, melyek hajótere a segédcirkálóvá átalakított orosz Rjazany gőzössel együtt 70 825 BRT hajóteret tett ki. Négy elfogott brit hajót továbbengedett, egy brit illetve egy görög hajót pedig szénszállítóként alkalmazott.
Tevékenységével az antant jelentős számú hadihajóját kötötte le és vonta el őket más hadszínterekről. Cirkálóháborúját segítette, hogy a britek kelet-indiai állomáshelyét (East Indies Station) főként a Königsberg elleni hadműveletek kötötték le és az elfogására irányuló műveleteket a kínai állomáshelyről (China Station) kellett megszervezni.
A hadifogságba esett tengerészeit Szingapúrba szállították. A várost egy brit zászlóalj innen való áthelyezése után már csak az észak-indiai muszlimokból álló 5. indiai könnyű gyalogsági ezred (5th Indian Light Infantry Regiment) illetve a Malay States Guides védelmeztek. A német hadifoglyoknak sikerült a fogvatartóikat lázadásra szítani, ami 1915. február 15-én tört ki. A rendőrség és a kikötőben lévő hajók matrózai azonban leverték a lázadókat.

## Emlékezete

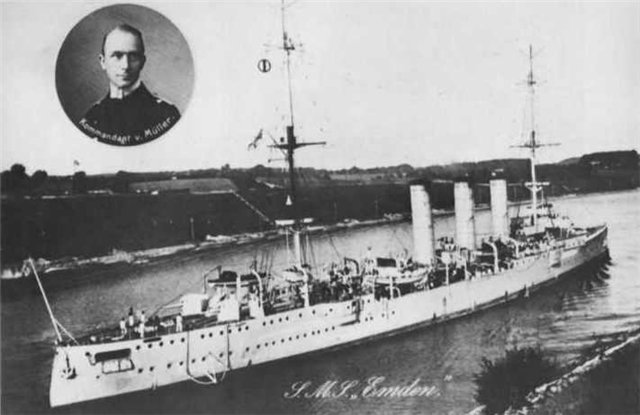
Képeslap az Emdennel és von Müller fregattkapitány arcképével

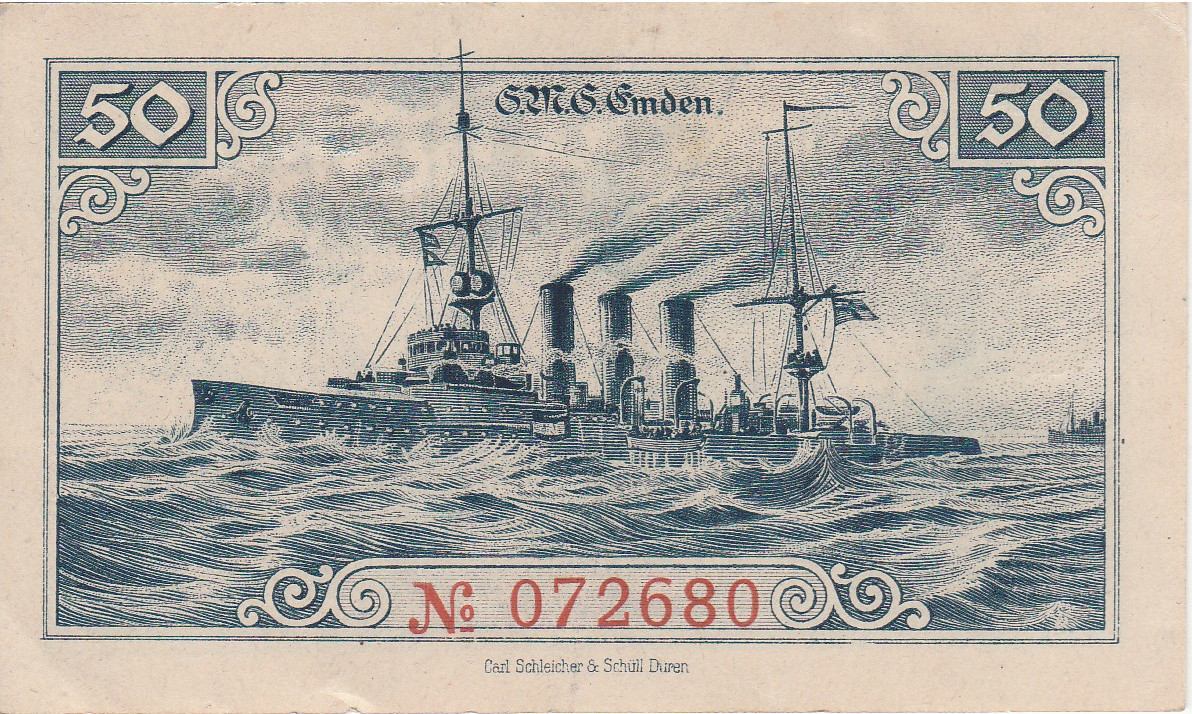
A cirkáló egy 1920-ban kiadott szükségpénzen

### Korabeli megítélése
A portyázásának sikerei és főként az ellenséggel szemben tanúsított lovagias fellépése a könnyűcirkáló elpusztítása után nagy visszhangot váltott ki a nemzetközi sajtóban. Az Emden hamar az egész háború egyik legismertebb hajójává vált. Figyelemre méltóak az ellenség sajtójában megjelent cikkek, a londoni Times például ezt írta:
A hírt, miszerint az ‚Emden‘-t végül megtalálta elkerülhetetlen végzete, idehaza természetesen nagy megkönnyebbüléssel fogadták. […]  A sorsa azonban még másfajta érzelmeket is felszínre hozott: Szeptember első napjai óta, mikor az ‚Emden‘ feltűnt a Bengáli-öbölben, a tetteit merészség és vállalkozó kedv jellemezték. Olyan tulajdonságok, melyek az Angliáéhoz hasonló tengerészeti hagyományokkal rendelkező nép körében elismerésre kell hogy találjanak. […]  A sorsa a létért folytatott  tisztességes harc volt. […] Mégsem lehetett a cselekedeteit durvasággal vagy erőszakossággal illetni. […] Köszöntjük von Müller kapitányt, mint bátor és lovagias ellenfelet. […] A tengeri háborúk újabb kori történetében csak kevés olyan esemény történt, melyek figyelemre méltóbbak a kis ‚Emden‘ ragyogó pályafutásánál.
A semleges országokban is szokatlanul pozitív visszhangot váltott ki elvesztésének híre. Az olasz Corriere della Sera 1914. november 12-ikei számában egy kifejezetten patetikus cikk jelent meg, melyben ezek a sorok is olvashatóak voltak:
A magányos hajó […] babérkoszorút vívott ki a német haditengerészet számára, melyet sem az idő, sem a sorsok nem hervasztanak el. […] Dicsőség az ‚Emden‘-nek az óceán messzeségein és az emberiség emlékezetében.
A norvég Aftenposten tömör értékelést fogalmazott meg:
Amit az ‚Emden‘ véghezvitt, az példa nélkül áll a háborúk történetében.
A látványos sikerei révén az Emden az egyik legismertebb német hadihajóvá vált, köszönhetően az akkoriban hozzáférhető sajtótermékeknek is. Az Emden zsákmánytisztje, Julius Lauterbach később könyvekben és előadásokon számolt be az élményeiről.
Von Mücke sorhajóhadnagy, a Kókusz-szigetekre küldött egység vezetője két könyvet is írt „Emden” illetve „Ayesha” címmel. Ezek még a háború alatt többszázezres példányszámban fogytak el. Franz Joseph von Hohenzollern, a császár unokaöccsének és a cirkáló egyik torpedótisztjének könyve Emden: Meine Erlebnisse auf S.M Schiff Emden (Emden: Élményeim Őfelsége Emden hajóján) címmel jelent meg 1925-ben.

### Kitüntetések

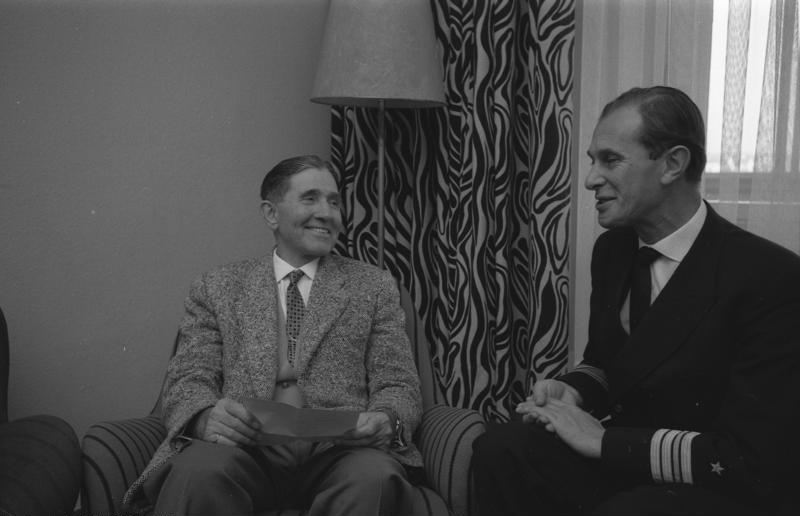
Az ausztrál küldöttség egyik tagja és Harms-Emden egykori gépészaltiszt a kókusz-szigeteki csata közeledő 50. évfordulója alkalmából rendezett találkozón (1964. október 26.)

Elvesztése után Vilmos császár Vaskereszttel tüntette ki a cirkálót és bejelentette, hogy ugyanezzel a névvel egy új cirkálót építenek a tiszteletére. Ez a hajó lett az Emden (II) és a császár utasítására az orrára egy nagy Vaskeresztet erősítettek, megemlékezve az elődjére. A harmadik hasonló nevű, a húszas években a Reichsmarine részére épült cirkáló szintén viselte a Vaskeresztet valamint az „Indiai-óceán”, „Penang”, „Kókusz-szigetek” és „Ösel” harci kitüntetéseket. Az utóbbi a második Emden Balti-tengeren szerzett érdemeiért járt, ahol az az Ösel szigetnél folyó harcok során több orosz rombolóval és torpedónaszáddal került harcérintkezésbe. A Bundesmarine két fregattja viselte az Emden nevet: az 1959-ben lefektetett gerincű Emden a Köln-osztályból és az 1979-ben lefektetett gerincű Emden a Bremen-osztályból. A teljesítményére emlékezve mind a négy hasonló nevű utódja viselte a Vaskeresztet a hajóorron avagy a felépítményen.
Az utolsó ütközet túlélői jogosulttá váltak családnevükben az „Emden” utótag örökletes használatára. A hajó utolsó parancsnokát, Karl von Müller sorhajókapitányt Emden és Blankenburg városok díszpolgárukká tették meg.

### Emlékezete Indiában
A német cirkáló meglepetésszerű, látványos támadása mély nyomot hagyott az indiai lakosság emlékezetében és neve fogalommá vált több helyi nyelvben. Amdan formában bekerült a szingaléz és a tamil nyelvbe és ezzel a szóval erős, ravasz embereket illetnek. A malajálam nyelvben az Emadan szó „nagy, erős dolgot” jelöl, avagy valamit, ami „olyan nagy mint az Emden”.

### Megfilmesítés
Az Emden háborús cselekedeteit több film is feldolgozta, közte az 1915-ben készült How We Beat the Emden és a How We Fought the Emden (mindkét cím jelentése kb.: Ahogy legyőztük az Emdent) valamint az 1928-ban készült The Exploits of the Emden (Az Emden [hős]tettei). Ezek a filmek mind Ausztráliában készültek. Németországban 1926-ban jelent meg az Unsere Emden (A mi Emdenünk) némafilm, melynek anyagát felhasználták az 1932-ben készült Kreuzer Emden, valamint az 1934-es Heldentum und Todeskampf unserer Emden (A mi Emdenünk hősiessége és halálos küzdelme) című filmekhez. Mind a három német alkotást Louis Ralph rendezte.
2012-ben Die Männer der Emden címmel jelent meg egy alkotás, mely a Direction-szigeten rekedt csoport kalandjait és hazatérését igyekezett bemutatni. A film a mai német művészeti felfogásnak megfelelő defetista üzenetet közvetíti: ábrázolása szerint a hazatérő tengerészek nem részesülnek megfelelő megbecsülésben, egyikük, Karl Overbeck fregatthadnagy pedig a történetbe beleszőtt romantikus szál szerint szerelmével egy csónakban átszökik Svédországba. A dezertőr így elkerüli segítője, Kluthe altiszt sorsát, aki számos bajtársával együtt a skagerraki csatában veszti életét.
| Hajótípus/ Célpont                | Hajónév       | BRT     | Ország             | Időpont       | Áru                                                                  | Sorsa                                 | Megjegyzés                                                                         |
| --------------------------------- | ------------- | ------- | ------------------ | ------------- | -------------------------------------------------------------------- | ------------------------------------- | ---------------------------------------------------------------------------------- |
| kombihajó                         | Rjazany       | 3433    | Oroszország        | 1914. 08. 04. |                                                                      | zsákmány                              | Cormoran néven segédcirkálóvá alakítva                                             |
| teherhajó                         | Pontoporos    |         | Görögország        | 1914. 09. 09. | 6600 t szén brit megrendelésre (Kalkutta–Karacsi)                    | szénszállítónak felfogadva            | Simaloer szigetnél britek lefoglalják (10. 30.)                                    |
| teherhajó (ló- és csapatszállító) | Indus         | 3871    | Egyesült Királyság | 1914. 09. 10. | szállítmány nélkül tartott Bombay-be                                 | elsüllyesztve                         | fenékszelepek megnyitásával és ágyútűzzel                                          |
| teherhajó (ló- és csapatszállító) | Lovat         | 6102    | Egyesült Királyság | 1914. 09. 11. | szállítmány nélkül Bombay-be                                         | elsüllyesztve                         |                                                                                    |
| teherhajó                         | Kabinga       | (4657)* | Egyesült Királyság | 1914. 09. 12. |                                                                      | feltartóztatva                        | elengedve semleges országba (USA) szánt rakománya miatt foglyokkal (1914. 09. 14.) |
| teherhajó                         | Killin        | 3544    | Egyesült Királyság | 1914. 09. 12. | 5-6000 t bengáli szén                                                | elsüllyesztve                         | elsüllyesztve (1914. 09. 13.)                                                      |
| teherhajó                         | Diplomat      | 7615    | Egyesült Királyság | 1914. 09. 13. | 7000 t rakomány, 30 000 doboz tea (Gangesz-delta–London)             | elsüllyesztve                         | 250 000 értékű rakomány                                                            |
| teherhajó                         | Trabboch      | 4028    | Egyesült Királyság | 1914. 09. 14. | szállítmány nélkül (Negapatam-Kalkutta)                              | elsüllyesztve                         |                                                                                    |
| teherhajó                         | Clan Matheson | 4775    | Egyesült Királyság | 1914. 09. 15. | 2800 t darabáru, közte mozdonyok, autók, írógépek (Madrász-Kalkutta) | elsüllyesztve                         |                                                                                    |
| Madrász olajtárolói               | –             |         | Brit India         | 1914. 09. 22. |                                                                      | –                                     | több felgyújtva ill. megrongálva                                                   |
| teherhajó                         | King Lud      | 3650    | Egyesült Királyság | 1914. 09. 25. | rakomány nélkül (Áden–Kalkutta)                                      | elsüllyesztve                         |                                                                                    |
| teherhajó                         | Tymeric       | 3314    | Egyesült Királyság | 1914. 09. 26. | 4600 t cukor (Samarang–Falmouth)                                     | elsüllyesztve                         |                                                                                    |
| teherhajó                         | Gryfevale     | (4437)  | Egyesült Királyság | 1914. 09. 26. | rakomány nélkül (Bombay–Kalkutta)                                    | feltartóztatva                        | elfogott hajók legénységével elengedve (09. 27.)                                   |
| teherhajó                         | Buresk        | 4350    | Egyesült Királyság | 1914. 09. 27. | 6000 t walesi szén (Anglia-Hongkong)                                 | zsákmány                              | zsákmányszemélyzete süllyeszti el (1914. 11. 09.)                                  |
| teherhajó                         | Ribera        | 3500    | Egyesült Királyság | 1914. 09. 27. | rakomány nélkül (Alexandria–Batavia)                                 | elsüllyesztve                         |                                                                                    |
| teherhajó                         | Foyle         | 4147    | Egyesült Királyság | 1914. 09. 27. | ballaszttal úton (Velence–Rangoon)                                   | elsüllyesztve                         |                                                                                    |
| teherhajó                         | Clan Grant    | 3948    | Egyesült Királyság | 1914. 10. 16. | 4000 t nagyértékű darabáru (Anglia–Kalkutta/Madrász)                 | elsüllyesztve                         |                                                                                    |
| kotróhajó                         | Ponrabbel     | 473 t   | Egyesült Királyság | 1914. 10. 16. | (Anglia–Tasmánia)                                                    | elsüllyesztve                         |                                                                                    |
| teherhajó                         | Benmohr       | 4806    | Egyesült Királyság | 1914. 10. 16. | 6700 t nagyértékű darabáru (London–Jokohama)                         | elsüllyesztve                         |                                                                                    |
| teherhajó                         | Troilus       | 7562    | Egyesült Királyság | 1914. 10. 18. | 10 000 t ón, vörösréz, kaucsuk (Kína, Japán – Anglia, Hollandia)     | elsüllyesztve (10. 19.)               | 16,5 millió márka hajó és rakomány értéke                                          |
| teherhajó                         | St. Egbert    | (5596)  | Egyesült Királyság | 1914. 10. 18. | 6600 t darabáru USA-ba                                               | feltartóztatva                        | elengedve foglyokkal (10. 19.)                                                     |
| teherhajó                         | Exford        | (4542)  | Egyesült Királyság | 1914. 10. 18. | 6000 t szén admiralitás megbízásából (Hongkongba)                    | zsákmány, szénszállítóként alkalmazva | a Himalaya segédcirkáló fogja el (12. 11.)                                         |
| teherhajó                         | Chilkana      | 5140    | Egyesült Királyság | 1914. 10. 19. | 6800 t darabáru (Anglia-Kalkutta)                                    | elsüllyesztve                         |                                                                                    |
| védett cirkáló                    | Zsemcsug      |         | Oroszország        | 1914. 10. 28. |                                                                      | elsüllyesztve                         | a penangi csata során                                                              |
| romboló                           | Mousquet      |         | Franciaország      | 1914. 10. 28. |                                                                      | elsüllyesztve                         | a penangi csata során                                                              |
| teherhajó                         | Newburn       | (3554)  | Egyesült Királyság | 1914. 10. 30. | sót szállít német megrendelésre                                      | feltartóztatva                        | a francia foglyokkal elengedve                                                     |
| kábelállomás a Direction-szigeten | –             |         | Ausztrália         | 1914. 11. 09. |                                                                      | megrongálva                           | ütközet az ausztrál Sydney cirkálóval                                              |

```
*Az elengedett illetve el nem süllyesztett hajók hajótere zárójelbe téve.
```

| Hajótípus        | Hajónév     | Ország             | Osztály             | Megjegyzés                                   |
| ---------------- | ----------- | ------------------ | ------------------- | -------------------------------------------- |
| védett cirkáló   | Aszkold     | Oroszország        | egyedi építés       |                                              |
| védett cirkáló   | Zsemcsug    | Oroszország        | Izumrud-osztály     | az Emden által elsüllyesztve                 |
| páncélos cirkáló | Dupleix     | Franciaország      | Dupleix-osztály     |                                              |
| ágyúnaszád       | D’Iberville | Franciaország      | D’Iberville-osztály |                                              |
| romboló          | Mousquet    | Franciaország      | Arquebuse-osztály   | az Emden által elsüllyesztve                 |
| páncélos cirkáló | Minotaur    | Egyesült Királyság | Minotaur-osztály    |                                              |
| páncélos cirkáló | Hampshire   | Egyesült Királyság | Devonshire-osztály  |                                              |
| könnyűcirkáló    | Yarmouth    | Egyesült Királyság | Weymouth-osztály    |                                              |
| könnyűcirkáló    | Melbourne   | Ausztrália         | Chatham-osztály     |                                              |
| könnyűcirkáló    | Sydney      | Ausztrália         | Chatham-osztály     | elpusztította az Emdent a Kókusz-szigeteknél |
| könnyűcirkáló    | Psyche      | Egyesült Királyság | Pelorus-osztály     |                                              |
| könnyűcirkáló    | Pyramus     | Egyesült Királyság | Pelorus-osztály     |                                              |
| könnyűcirkáló    | Philomel    | Új-Zéland          | Pearl-osztály       |                                              |
| cirkáló          | Csikuma     | Japán              | Tone-osztály        |                                              |
| cirkáló          | Ibuki       | Japán              | Ibuki-osztály       |                                              |
| páncélos cirkáló | Nisshin     | Japán              | Kasuga-osztály      |                                              |

## Fordítás
- Ez a szócikk részben vagy egészben  a   SMS Emden című angol Wikipédia-szócikk ezen változatának fordításán alapul.  Az eredeti cikk szerkesztőit annak laptörténete sorolja fel. Ez a jelzés csupán a megfogalmazás eredetét és a szerzői jogokat jelzi, nem szolgál a cikkben szereplő információk forrásmegjelöléseként.
- Ez a szócikk részben vagy egészben  a   SMS Emden (1908) című német Wikipédia-szócikk ezen változatának fordításán alapul.  Az eredeti cikk szerkesztőit annak laptörténete sorolja fel. Ez a jelzés csupán a megfogalmazás eredetét és a szerzői jogokat jelzi, nem szolgál a cikkben szereplő információk forrásmegjelöléseként.